# Гора

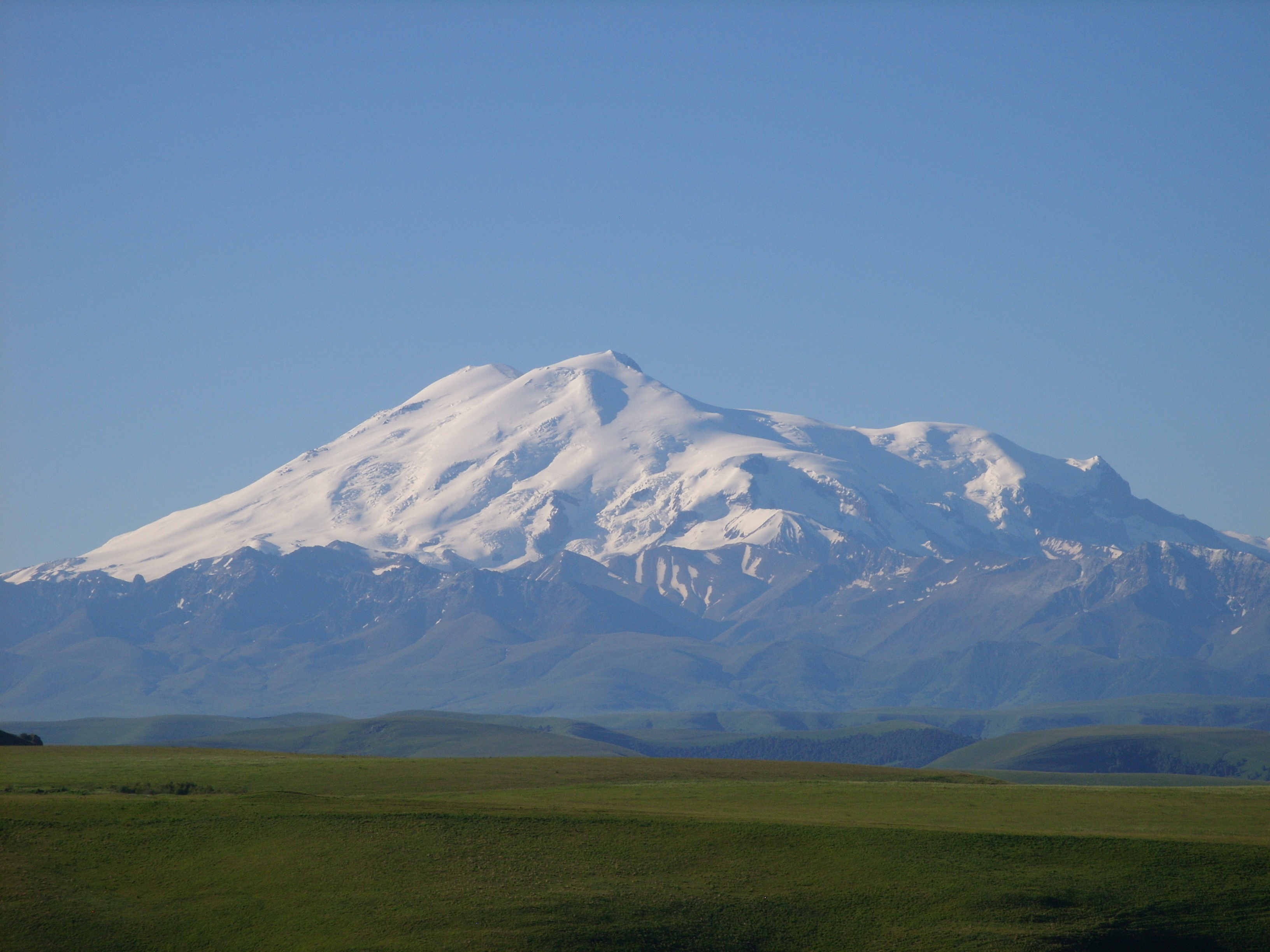
Ельбрус, Кавказ

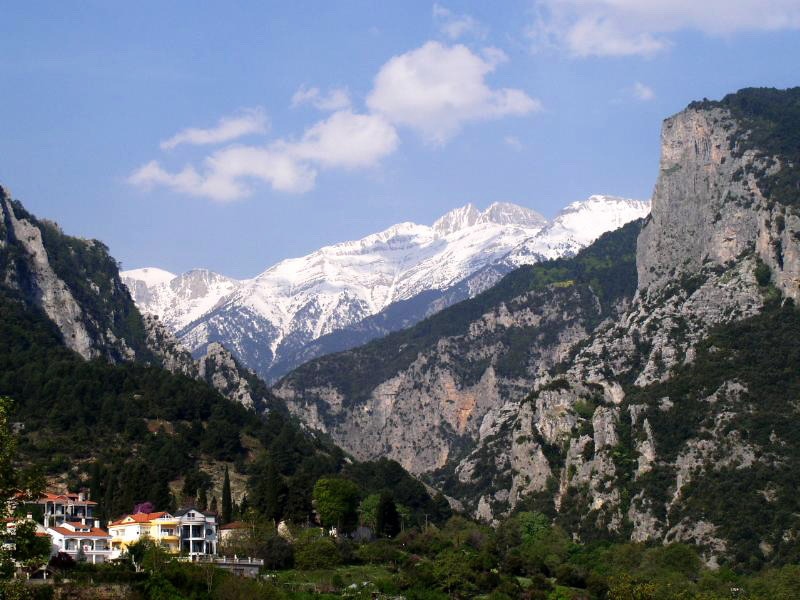
Гора Олімп, Греція

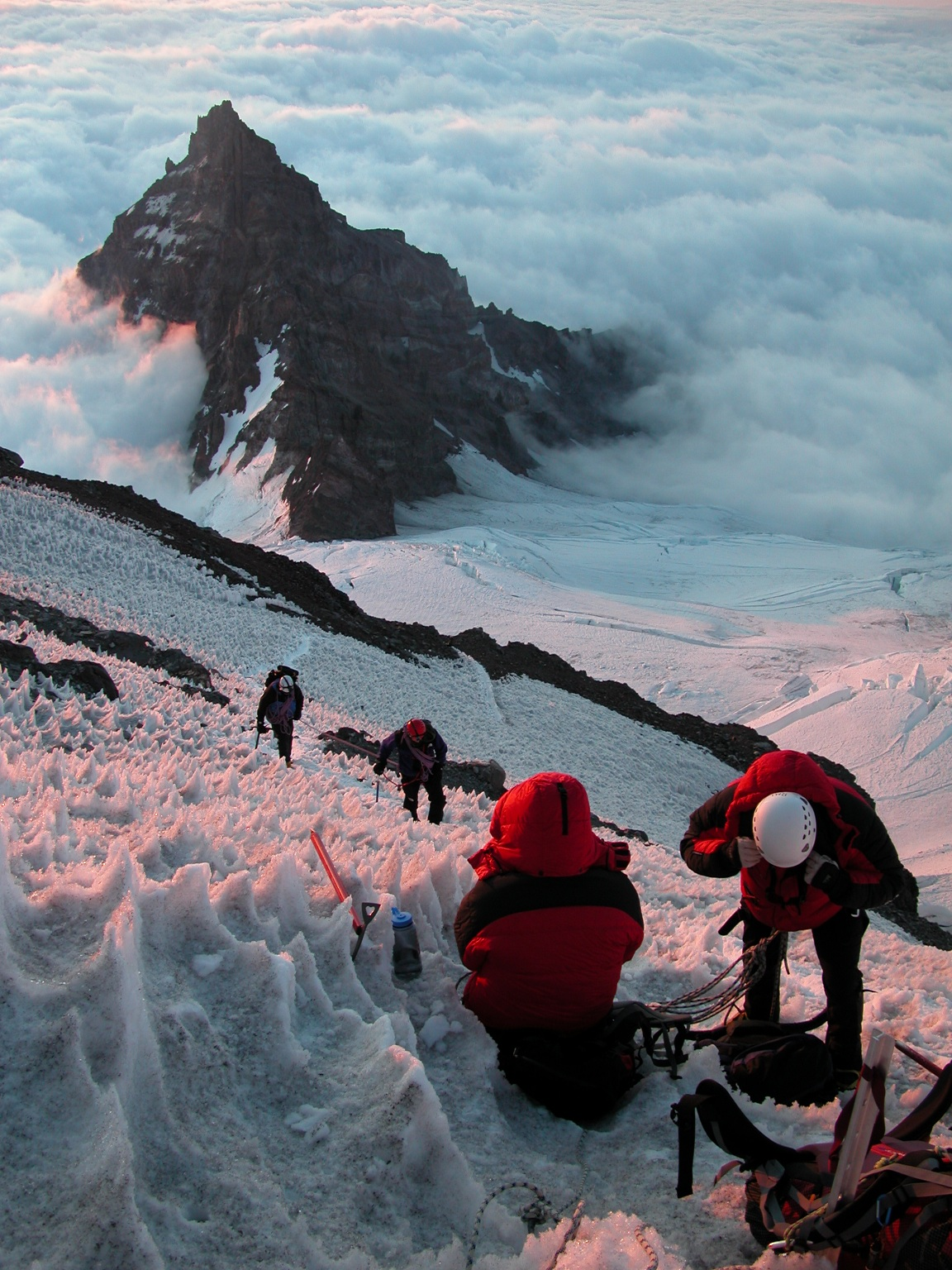
Альпіністи, Каскадні гори

Гора, гірська споруда — форма рельєфу, різке локальне ізольоване піднесення земної поверхні над сусідніми відносно вирівняними ділянками, що характеризується чіткою лінією підошви (межею переходу від рівнини до власне гори), різкими коливаннями відносних висот. Загалом горами вважають елементи рельєфу з абсолютними висотами понад 600 м над рівнем моря.
Найвища гора на Землі — Джомолунгма, висота якої 8848 м над рівнем моря. Якщо вимірювати різницю висот між вершиною та підводною основою, то найвищою горою на Землі можна вважати вулкан Мауна-Кеа, висота якого від підошви до вершини становить 10 230 м, з яких тільки 4 207 м височать над рівнем моря. Якщо рахувати за відстанню від центру Землі, то найвіддаленішою від нього точкою земної поверхні є стратовулкан Чимборасо. Найвища відома гора в Сонячній системі — гора Олімп, щитовий вулкан на Марсі, висота якого становить 22 км.

## Елементи
Серед елементів гір вирізняють:
- гірські вершини;
- схили;
- перевали;
- міжгірні улоговини;
- поверхні вирівнювання[3].

Найвища ділянка гори — гірська вершина, які класифікують за формою:
- куполоподібні;
- гірські піки (загострені);
- пласкі з крутими схилами.

На гірських хребтах може бути декілька гірських вершин, відділених одна від одної пониженнями — сідловинами.

## Характеристика

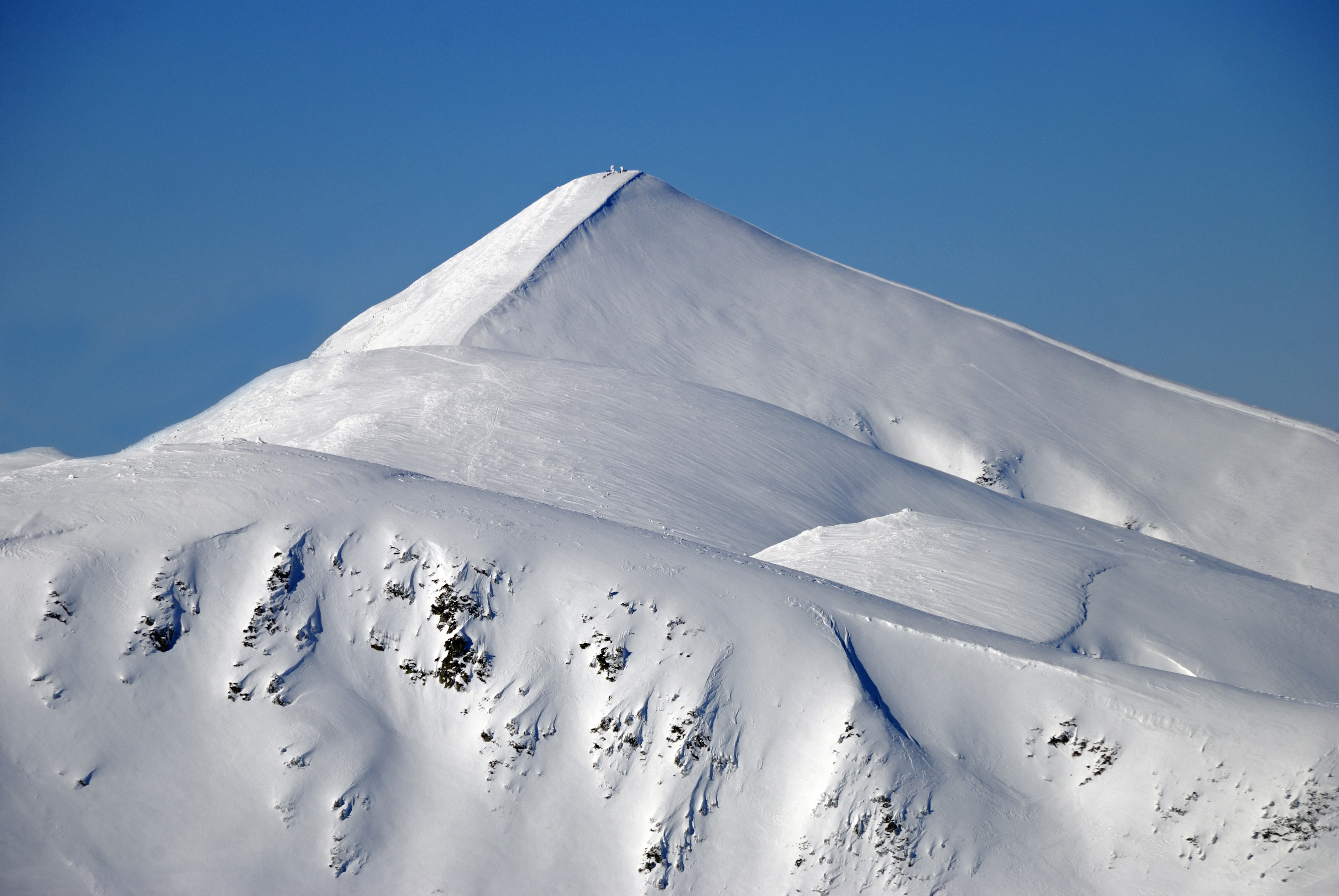
Гора Говерла.
Карпати. Україна

Гори формуються силами, які впливають на гравітаційний баланс шляхом підняття (чи нарощування) порід. Цей дисбаланс зумовлює підвищення рельєфу шляхом ізостатичної компенсації (плавучості кори в мантії) і потовщення земної кори (які можуть відбуватися зазвичай на глибинах від 30 км до 60 км). Окрім вершини, гора складається з основи і кореня, утворених складками геологічних шарів: основа і корінь мають потужність більшу, ніж висота вершини. Глибину коренів можна оцінити через гравітаційну аномалію, яку вона породжує (до декількох десятків кілометрів у глибину).
Геологічна будова і морфологія гір визначає склад гірських порід, можливість економічно обґрунтованого видобутку корисних копалин.
Для гір характерна вертикальна поясність ландшафтів, місцеві особливості якої залежать від географічної широти, характеру простягання, відносної і абсолютної висот.

### Розчленування
Під горизонтальним розчленуванням гірських країн розуміють тип малюнку на карті, який утворюють гірські хребти і долини. Воно буває декількох типів:
- Радіальне, коли гірські хребти чітко сходяться у вигляді зірки в якомусь певному вузлі, висота якого превалює.
- Пір'ясте, коли від головного вододільного гірського хребта по обидва боки тангенціально відходять інші, менш високі гірські хребти, розділені гірськими долинами.
- Гратчасте, коли складна гірська країна з більш-менш паралельних гірських хребтів розчленована системою перпендикулярних наскрізних долин.
- Кулісне, коли від головного гірського хребта з одного боку під гострим кутом відходять відроги. Або коли ряд паралельних гірських хребтів має поздовжній здвиг.
- Віргація, коли гірські ланцюги відходять від головного хребта в одному напрямку у вигляді дерева або річкової дельти.

Під вертикальним розчленуванням гір розуміють часті й різкі коливання відносних висот.

## Класифікація

### Гірська країна
Гірська країна — значна ділянка земної поверхні, що піднята над навколишнім простором і характеризується значними абсолютними висотами. Характерною особливістю є значна різниця висот між високими і низькими ділянками. Гірські країни часто розділяються гірськими долинами на окремі гірські групи і масиви (гірська група без вираженого простягання в будь-якому напрямку). Серед усіх типів схилів у гірських країнах превалюють схили крутизною 20-30°.

### Генетична
Рельєф земної поверхні є результатом постійної взаємодії внутрішніх (ендогенних), що утворюють макроформи, і зовнішніх (екзогенних) чинників, що руйнують і перетворюють такі макроформи. Тому рельєф не застигла форма, а лише одномоментний знімок динамічного процесу в географічній оболонці. Якщо піднесення певної ділянки суходолу під впливом ендогенних процесів відбуватиметься швидше за дію екзогенних чинників руйнування і виносу продуктів руйнування, то переважатимуть підняті форми рельєфу, якщо опускання певної ділянки відбуватиметься швидше за накопичення на ній продуктів вивітрювання, то переважатимуть від'ємні форми.
За походженням гори на планеті Земля поділяють на три основі групи, перші дві утворені ендогенними процесами, остання — екзогенними чинниками:
- Тектонічні гори утворені в результаті складних тектонічних рухів окремих ділянок земної кори. Утворювалися під час кількох фаз орогенезу (докембрійська, каледонська, герцинська та альпійська), що спричинили нагромадження скельних мас у складки (гори складчасті) або вертикальне переміщення цих мас вздовж скидів (брилові гори)[4]. Вони бувають декількох підтипів[2].
  - Складчасті гори — гори тектонічного утворення з найбільш простою структурою, зім'ятих в складки різної складності горизонтальних шарів гірських порід. Часто у таких гір верхня частина складки зруйнована ерозією, тому пряма залежність між геологією і рельєфом не так помітна.
    - Покровно-складчасті — гори утворені складним поєднанням складок і насувів (до 20 км) таких складок одна на іншу в результаті горизонтальних рухів літосферних плит.

  - Брилові гори являють собою піднесення, утворені тектонічними розломами, масивні мають круті схили, слабо розчленовані.
  - Складчасто-брилові гори утворюються як складчасті, а потім тривалий час піддаються руйнації до стану пенеплену. Після чого, під впливом вторинних ендогенних процесів, вирівняна поверхня розбивається тектонічними розломами, утворюються горсти і грабени. Горсти мають пласкі вершини, часто прямовисні схили; грабени — пласке дно, значну глибину, часто заповнені водами тектонічних озер (Байкал, Танганьїка, Ньяса). Розчленування таких гір відбувається з околиць, тому в центрі такого гірського масиву часто тривалий час залишається древній пенепленізований рельєф горбистого плато (Тянь-Шань, Східний Саян)[2].
- Вулканічні гори майже завжди мають форму конуса, або зруйнованого конуса з кратерними зниженнями[4]. Являють собою акумулятивний масив продуктів вулканічного виверження. Такі гори легко піддаються ерозії[2].
- Ерозійні гори (денудаційні) утворюються в результаті глибокого ерозійного розчленування ділянки земної поверхні, складеної горизонтальними шарами гірських порід, що її було піднято ендогенними процесами вище базису ерозії. Для ерозійних гір характерні V-подібні долини, ущелини, прямовисні схили[2].

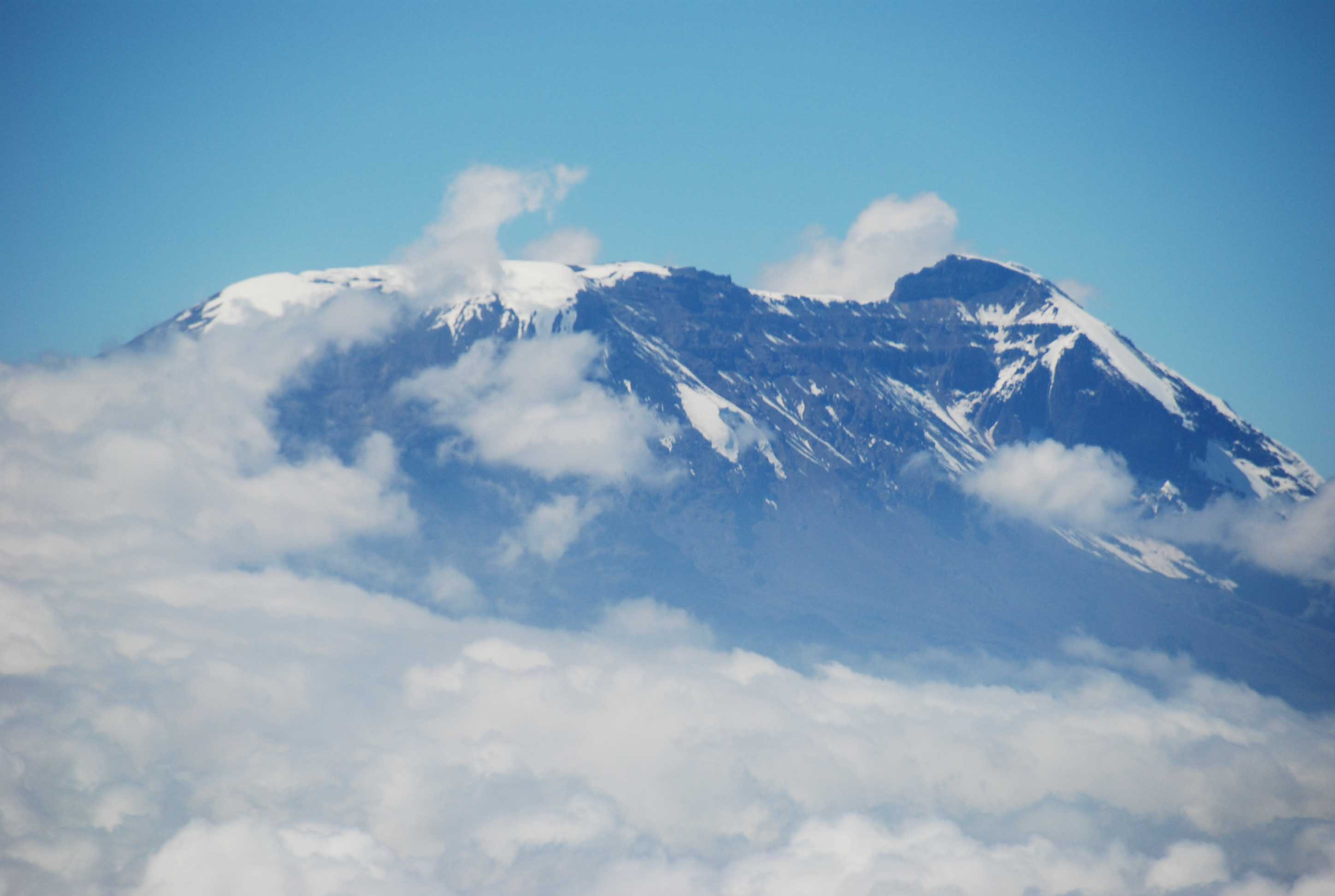
Вулкан Кіліманджаро, найвища гора Африки

### Гіпсометрична

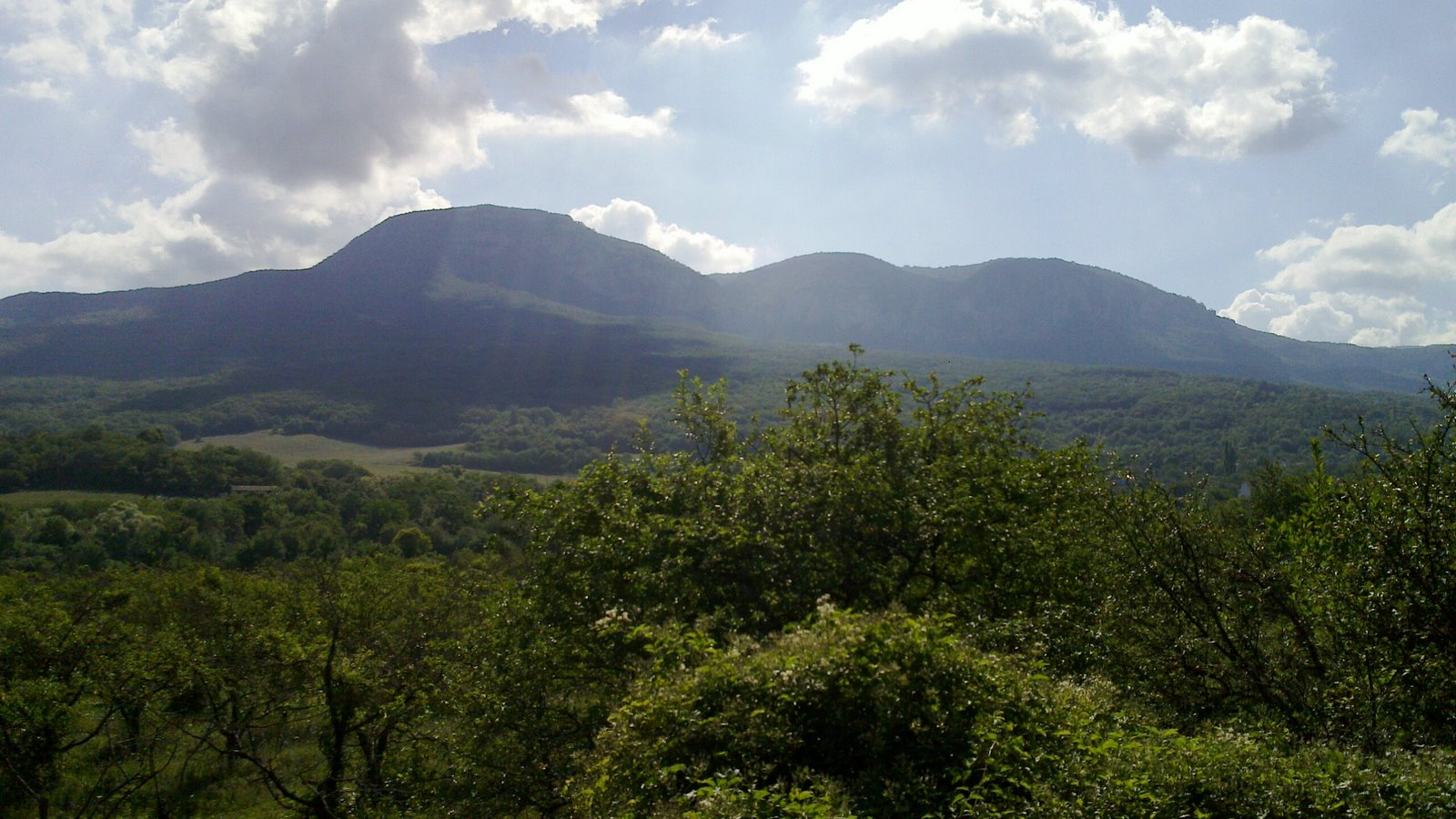
Кримські гори

Висота гори вимірюється як висота її вершини відносно рівня моря. Важливим є також вимірювання висоти гір як різниці висот між вершиною та рівнем прилеглої території. За абсолютними висотами над рівнем моря гори поділяються на:
- Низькі гори мають абсолютні висоти 600—1000 м, глибину розчленування 200—500 м, похил схилів не більший за 10°.Прикладом низьких гір є Кримські гори.
  - З округлими формами рельєфу, що зазнали значної денудації (Середній Урал, Хібіни).
  - Із загостреними формами рельєфу, крутими схилами, значним розчленуванням (відроги Тянь-Шаню, Малий Кавказ).
- Середньовисотні гори мають абсолютні висоти від 1000 до 2000 м, глибину розчленування 500—1000 м, похил схилів від 10° до 25°. Приклад середніх гір за висотою є Українські Карпати, Скандинавські гори, Капські гори.
  - З округлими формами, превалюванням куполоподібних вершин (Південний Урал).
  - З різкими формами, превалюють круті схили, розчленування глибоке, місцями густе (гори пустельних районів).
  - З альпійськими формами мають загострені піки гірських вершин, вузькі гребені гірських хребтів, крутизна схилів досить значна. На схилах льодовикові кари, трогові долини розчленовують гірські масиви. Цей тип гір досить поширений в північних районах з достатнім зволоженням і низьким розташуванням снігової лінії (Полярний Урал).
- Високі гори мають абсолютні висоти більші за 2000 м, глибину розчленування більшу за 1000 м, похил схилів більший за 25°. Прикладом високих гір є Гималаї, Анди, Альпи. Їхні схили еродовані льодовиковими карами, гребені гірських хребтів вузькі, лежать вище снігової лінії (Кавказ, Памір).
- Надзвичайно високі підземні гори на глибині близько 2,9 тис км, деякі з яких можуть бути висотою в 4,5 рази більше, ніж Еверест або висотою понад 39 км[5][6].

### Інше
Острівні гори — гори ерозійно-денудаційного генезису, що зустрічаються групами на рівнинній території, на незначній відстані одна від одної.
Вулканічний ландшафт — група гір вулканічного походження на рівнинній території, що знаходяться недалеко одна від одної.

## Гороутворення

### Тектоніка і вулканізм

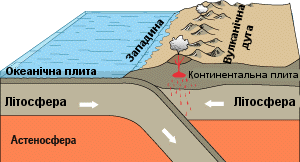
Утворення гірського хребта при зіткненні океанічної плити з континентальною

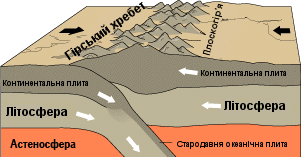
Утворення гірського хребта при зіткненні двох континентальних плит

Горотворення може мати багато причин, але основна пов'язана з тектонічними рухами. Субдукція океанічної плити під континентальну плиту або океанічну утворює гірський хребет (Анди, Скелясті гори). Також може відбуватися зіткнення двох континентальних плит і внаслідок цього може утворитися гірський ланцюг (Альпи, Кавказ, Гімалаї). Земна кора потовщується розломами і складками, що проявляються на всіх рівнях.
Наявність теплових аномалій також може привести до формування рельєфу шляхом виверження порід (через вулкани) та/або за рахунок зміни щільності (і, отже, плавучості) земної кори або літосфери (тепліша/менш щільна). Земна кора є легшою за літосферну мантію, що лежить під нею, більша частина породи, що застигає і згущується, поглинається корою на межі кори та мантії (найглибша така межа — Мохоровичича). Це потовщення призводить до підйому рельєфу і, як правило, до локального збільшення ерозії. Ерозія може також впливати на формування рельєфу через зміну ізостазії ділянок земної кори.
Гірський ланцюг також може бути створений на межі плит, котрі рухаються в паралельних напрямках (трансформний розлом), або котрі розходяться (на межах рифтів рельєф утворюється через термічний ефект).

### Денудація
В масштабах гори ерозія є потужним чинником розподілу мас. Зокрема, відповіддю на ерозію внаслідок ізостазії може стати вертикальний рух вгору гірських порід, і, таким чином, можливе підняття нових вершин (якщо відношення ерозії вершини і ерозії долини це дозволяє).
Високогірні схили зазнають дії снігу і морозу. Через мороз у гірських породах (навіть твердих), можуть утворюватися тріщини. Значною ерозійною силою в горах є льодовики, внаслідок дії яких утворюються різноманітні форми рельєфу. Льодовиковою долиною називають долину, яка була висічена льодовиком. Під дією власної ваги льодовик ковзає, рухається (наприклад, льодовик Боссона рухається зі швидкістю до одного метра на добу) і подрібнює та пересуває разом із собою гірські породи. Русло, яким тече лід, розширюється, маса льоду починає текти повільніше. Уламки порід, які вона несе з собою, утворюють морени. Походження порід, що складають морени, є предметом дискусій між науковцями — прихильники однієї з теорій дотримуються думки, що ці породи утворюються на місцях внаслідок льодовикової ерозії, прихильники іншої точки зору вважають, що ці породи тільки переносяться льодовиками. Після відходу льодовика залишаються тільки гребені, іноді вкриті лісом. Із закінченням останнього льодовикового періоду льодовики відступили і сформували льодовикові долини.

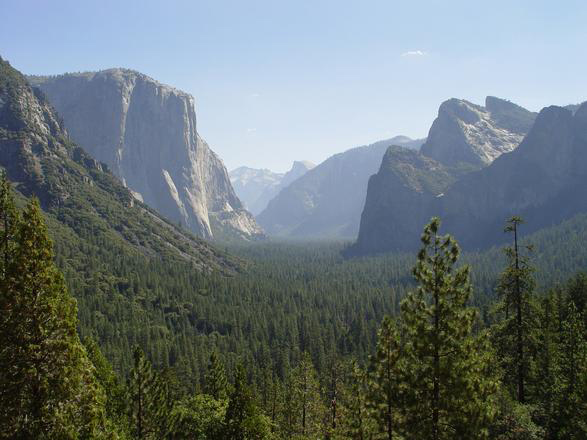
Трогова долина Йосеміті у Каліфорнії, була утворена льодовиком у четвертинному періоді. Гранітні кліфи заввишки сотні метрів обрамляють долину
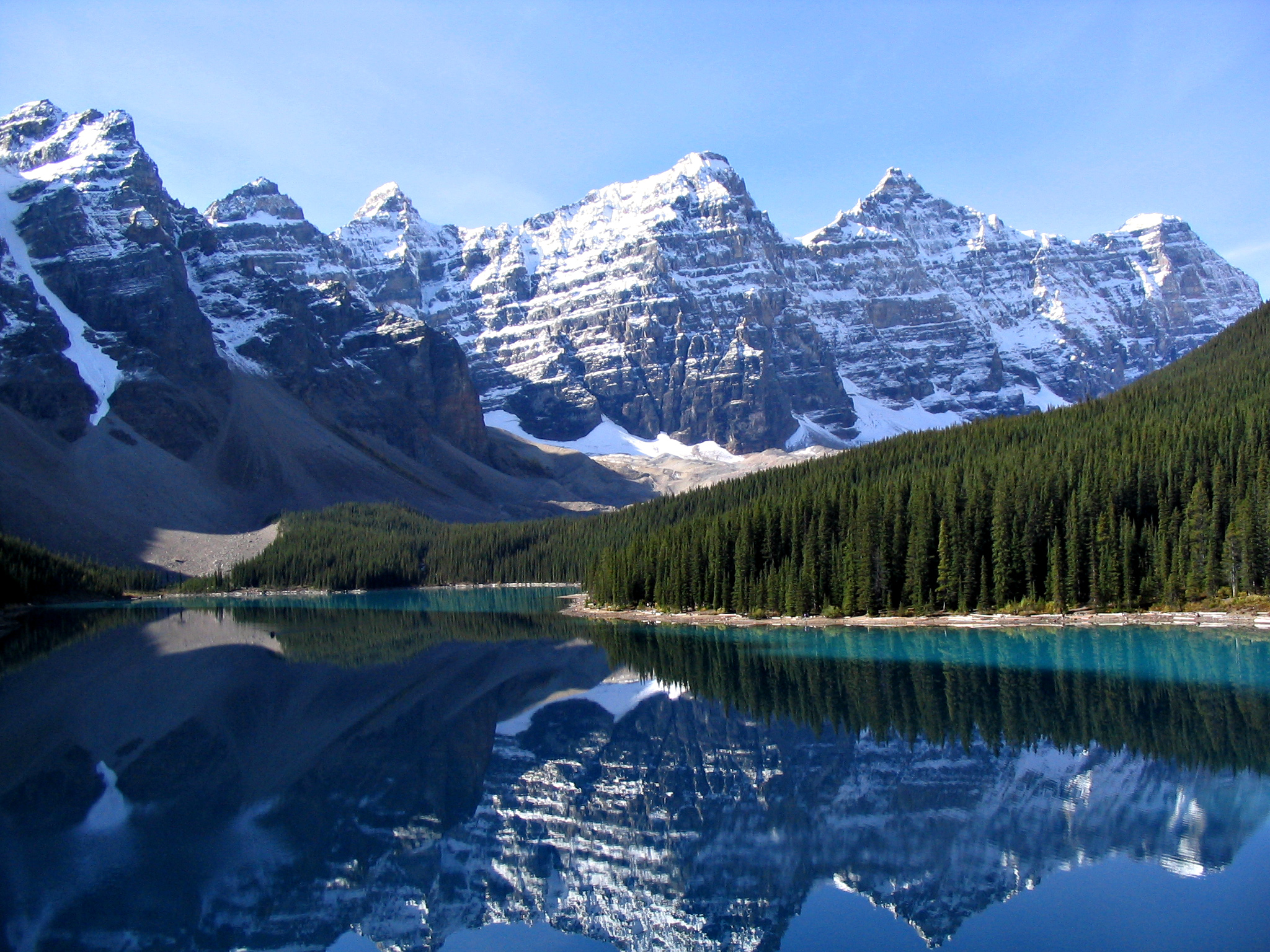
Скелясті гори поблизу озера Морейн (Канада), біля підніжжя видно конуси осипу
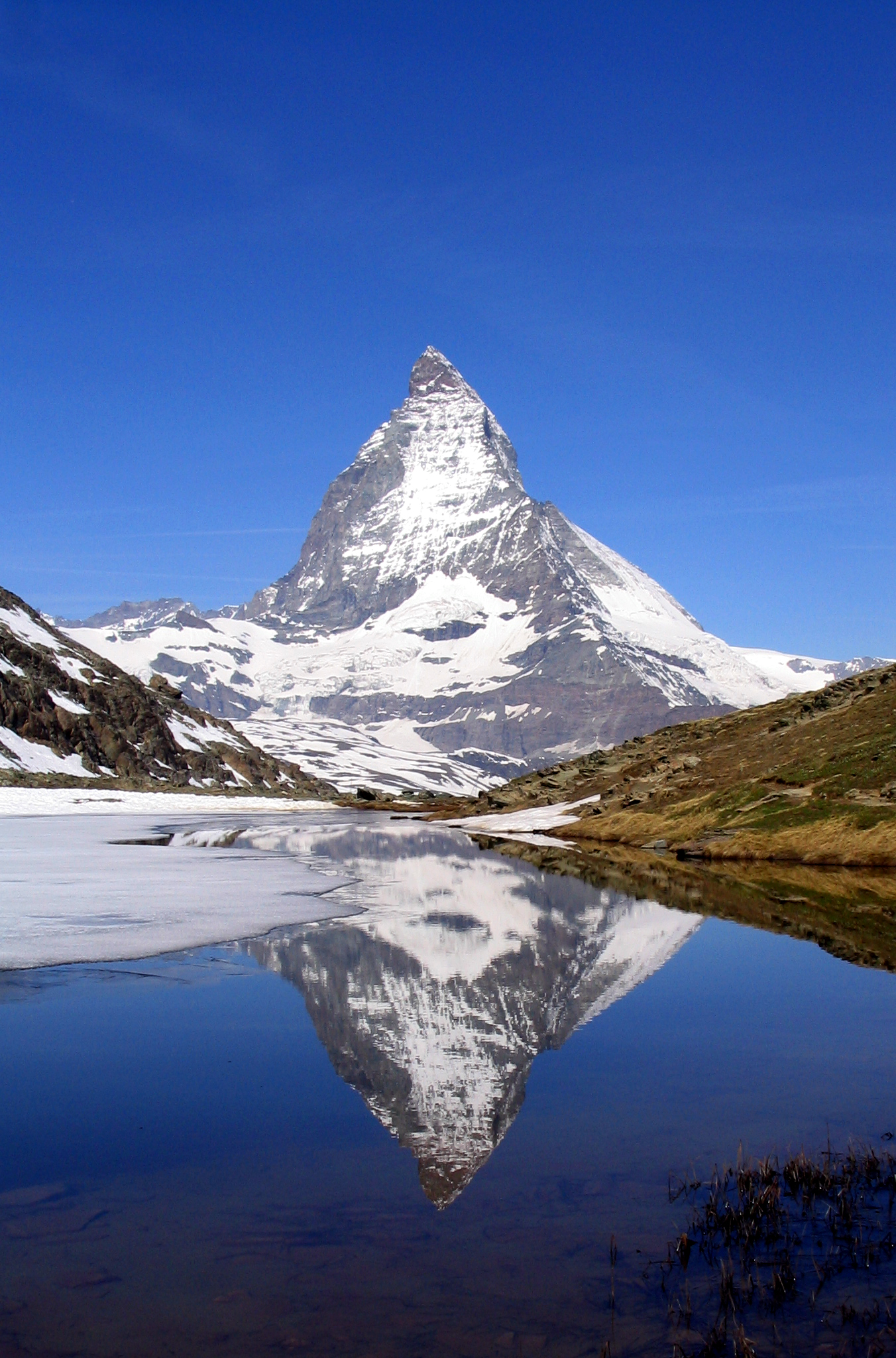
Гора Маттергорн, Швейцарія — пік, характерний для високогірної ерозії
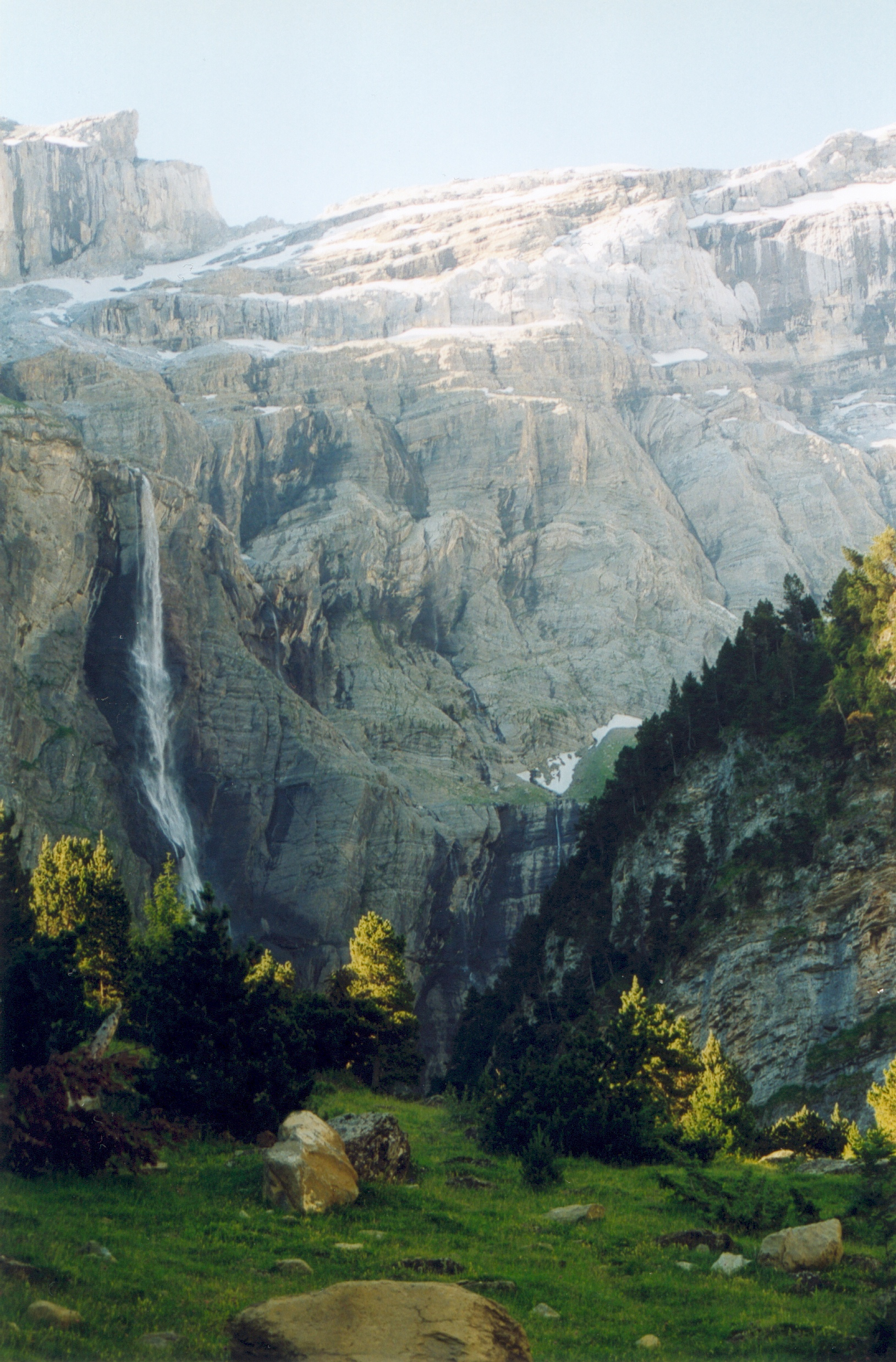
Цирк Гаварні, Піренеї, Франція - цирк, утворений льодовиком
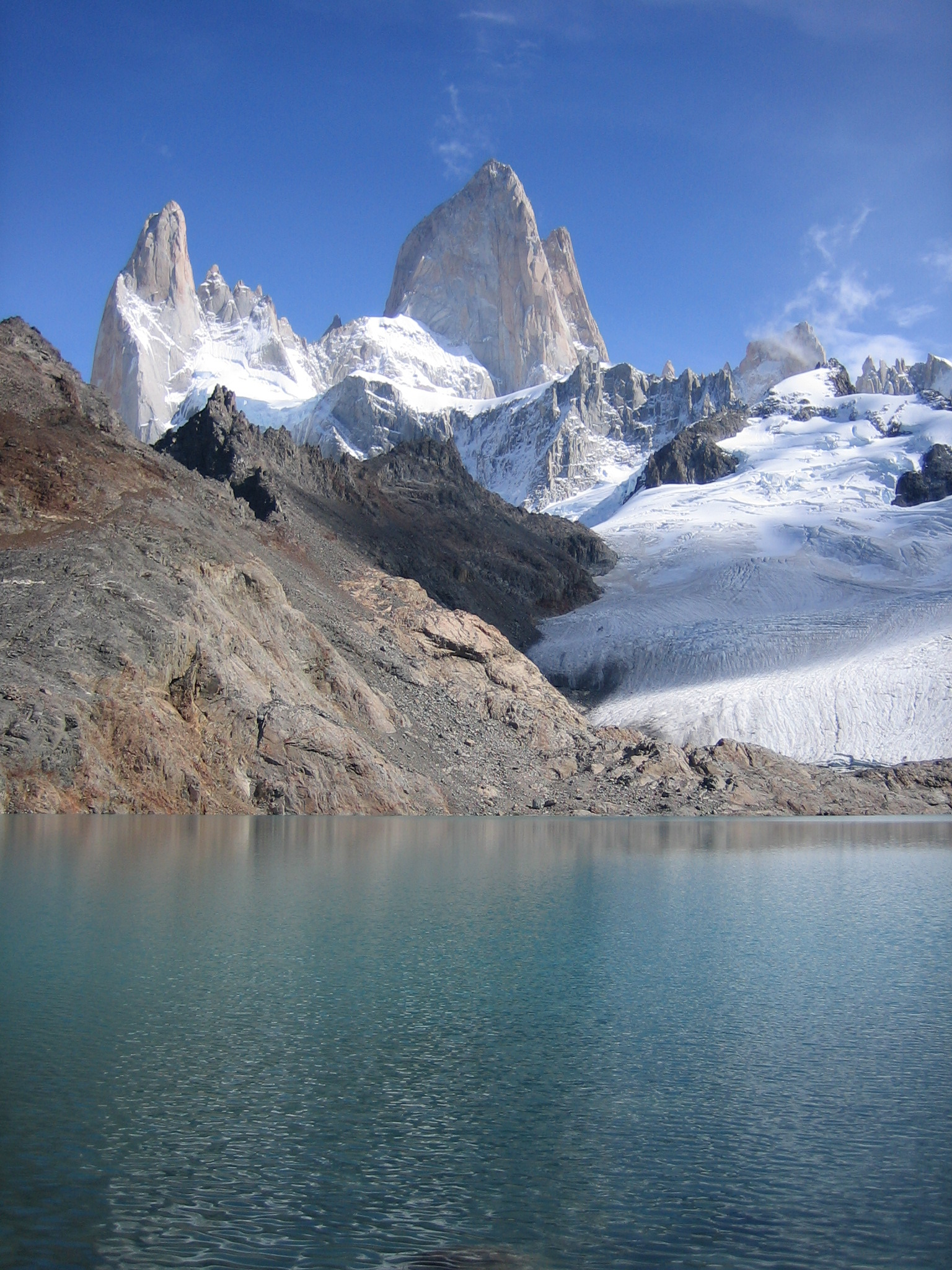
Гора Фіцрой, Аргентина — монолітна ґранітна скеля, пірамідальна форма якої була сформована сильними вітрами, снігом та льодом.

Під чинниками, що впливають на характер творення гірського рельєфу розглядають:
- Структуру гірських порід (горизонтальне, похиле, вертикальне, або складчасте залягання порід).
- Склад гірських порід.
  - Гори складені гранітами, гнейсами, кристалічними сланцями масивні за своєю формою, мають круті схили, сильне розчленування у верхів'ях.
  - Складені базальтами та іншими ефузивними породами за горизонтального залягання мають згладжений рельєф.
  - Складені глинистими сланцями мають згладжені форми рельєфу, опуклі вершини.
  - Складені вапняками вирізняються різкими формами, значним розчленуванням, схили складені грядами, крутими виступами, глибокими ущелинами.
  - Складені глинами і мергелями вирізняються значною складністю схилів, незначним розміром.
- Кліматичні умови регіону обумовлюють інтенсивність і характер денудації. Наприклад, в умовах помірного клімату північні схили будуть більш виположеними, ніж південні, складені аналогічними гірськими породами. Вершини високих гір отримують вдень більше сонячної енергії, ніж підніжжя, а вночі швидше віддають тепло. Через такі значні коливання температури вони швидше руйнуються процесами фізичного вивітрювання, а продукти руйнування осипаються до підніжжя (колювій, конуси осипу).
- Ерозійні процеси задають частоту розчленування гір, зумовлюють утворення крутостінних схилів. Значна кількість опадів у горах (адіабатичні процеси) зумовлює інтенсивний площинний змив і утворення делювіального накопичення біля підніжжя (конуси виносу). У високих горах вище снігової лінії головним рельєфотворним чинником виступають сніг, фірн лід і Льодовик. Льодовики утворюють трогові долини, що розчленовують гірські масиви і загострюють гірські вершини.
- Рослинний покрив уповільнює процеси денудації. Безлісі ділянки гір мають більш складний рельєф, зумовлений більш інтенсивною ерозією схилів.

## Поширення
Гориста місцевість охоплює 54 % території Азії, 36 % — Північної Америки, 26 % — Європи, 22 % — Південної Америки, 17 % — Австралії і 3 % — Африки. У цілому 24 % континентальних ландшафтів є гірськими. 10 % людства живе в гірських районах. Більшість річок у світі живляться з гірських джерел, і більше половини людства залежить від цієї води.
- Джомолунгма (Еверест), Азія (абсолютна висота — 8 848 м)
- Аконкагуа, Південна Америка (6 959 м)
- Деналі, Північна Америка (6 194 м)
- Кіліманджаро, Африка (5 895 м)
- Ельбрус, Європа (5 642 м) (існує суперечка — відноситься Ельбрус до Європи, чи до Азії)
- Масив Вінсон, Антарктида (4 897 м)
- Монблан, Європа (4 808 м) (якщо спірний Ельбрус відносити до Європи, то тоді Монблан другий)
- Косцюшко, Австралія (2 228 м)

## Основні гірські масиви

### Альпійський Середземноморський пояс складчастості
Гори цієї системи утворилися внаслідок закриття океану Тетіс, в основному при зіткненні Африканської і Індійської плити з Євразією.

#### Альпійські хребти
- Альпи (Німеччина, Австрія, Франція, Італія, Ліхтенштейн, Словенія, Швейцарія)
- Андалузькі гори (Іспанія)
- Атлас (Алжир, Туніс)
- Ер-Риф (Марокко)
- Апенніни (Італія)
- Динарські Альпи (Сербія, Чорногорія, Боснія і Герцеговина, Хорватія, Словенія)
- Карпати (Словаччина, Польща, Україна, Румунія)
- Піренеї (Франція, Іспанія, Андорра)

#### Хребти Середнього Сходу
- Ліван (Ліван)
- Кавказ (Росія, Грузія, Азербайджан, Вірменія)
- Загрос (Іран)
- Таврські гори (Туреччина)
- Ельбурс (Іран)

#### Перигімалайські хребти
- Гімалаї (Індія, Китай, Непал, Бутан)
- Тянь-Шань (Китай, Киргизстан, Казахстан)
- Тибет (Китай)
- Алтай (Монголія, Росія, Китай, Казахстан)

### Кордильєри
Американські Кордильєри виникли внаслідок субдукції Тихоокеанської плити під Північноамериканську та Південноамериканську плити.

#### Скелясті гори
- Хребет Вінд-Рівер (США)
- Передній хребет (США)
- Сьєрра-Невада (США)
- Сьєрра-Мадре Східна (Мексика)

#### Тихоокеанські берегові хребти
- Каскадні гори (США, Канада)
- Береговий хребет (США, Канада)
- Сьєрра-Мадре Західна (Мексика)
- Чугачські гори (США)
- Аляскинський хребет (США)

#### Анди
- Кордильєра-Орієнталь (Колумбія)
- Кордильєра-Орієнталь (Еквадор)
- Кордильєра-Орієнталь (Перу)
- Кордильєра-Орієнталь (Болівія)
- Кордильєра-Сентраль (Болівія)
- Кордильєра-Сентраль (Колумбія)
- Кордильєра-Реаль (Еквадор)
- Кордильєра-Сентраль
- Кордильєра-Оксиденталь (Колумбія)
- Кордильєра-Оксиденталь (Еквадор)
- Кордильєра-Оксиденталь (Перу)
- Кордильєра-Оксиденталь (Болівія)

### Інші тихоокеанські системи
- Великий вододільний хребет (Австралія)
- Південні Альпи (Нова Зеландія)
- Японські Альпи (Японія)
- Тайваньські гори (Тайвань)

### Герцинські системи
- Аппалачі (США, Канада)
- Центральний масив (Франція)
- Армориканська височина (Франція)
- Урал (Росія)
- Скандинавські гори (Норвегія, Швеція)
- Ардени (Франція, Бельгія, Люксембург)
- Гіссаро-Алай (Киргизстан, Таджикистан, Узбекистан)

### Інші гірські утворення
- Великий Уступ (Намібія, Південна Африка)
  - Драконові гори
- Трансантарктичні гори (Антарктида)

## Гори в Україні
Гори в Україні займають 5 % території, це Карпати на заході й Кримські на півдні.
Карпатські гори — середньовисокі гори з округлими вершинами, значною крутизною схилів, складчасто-насувні тектонічного походження. Глибина розчленування 600—1000 м. Найвища вершина української частини Карпат — гора Говерла (2061 м), водночас є найвищою точкою України.
Кримські гори — середньовисокі гори з округлими вершинами, куестовою формою схилів (пологі схили звернені на північ, урвисті — до узбережжя Чорного моря) складчасто-брилові тектонічного походження. Глибина розчленування 600—1000 м. Найвища вершина — гора Роман-Кош (1545 м).

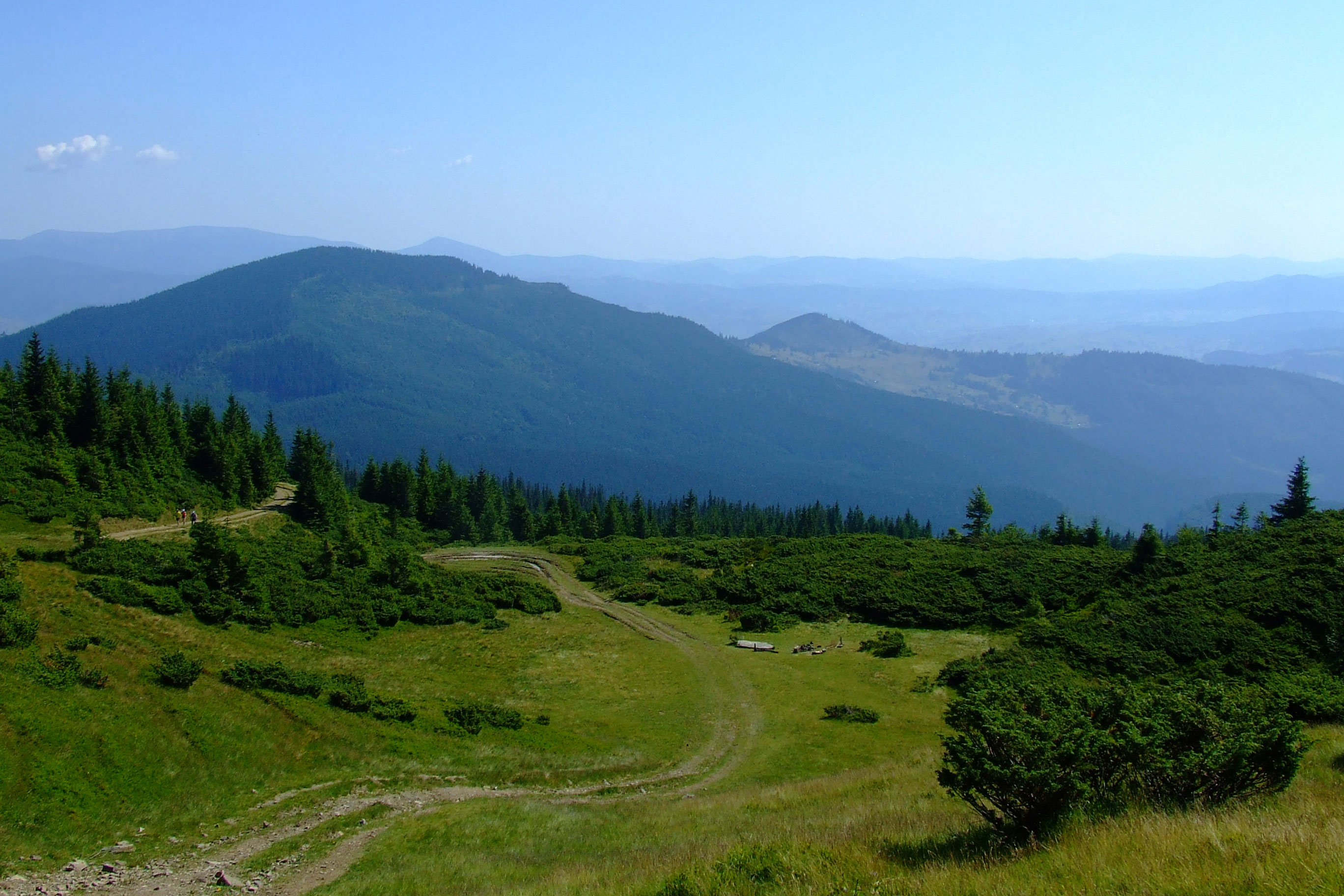
Українські Карпати
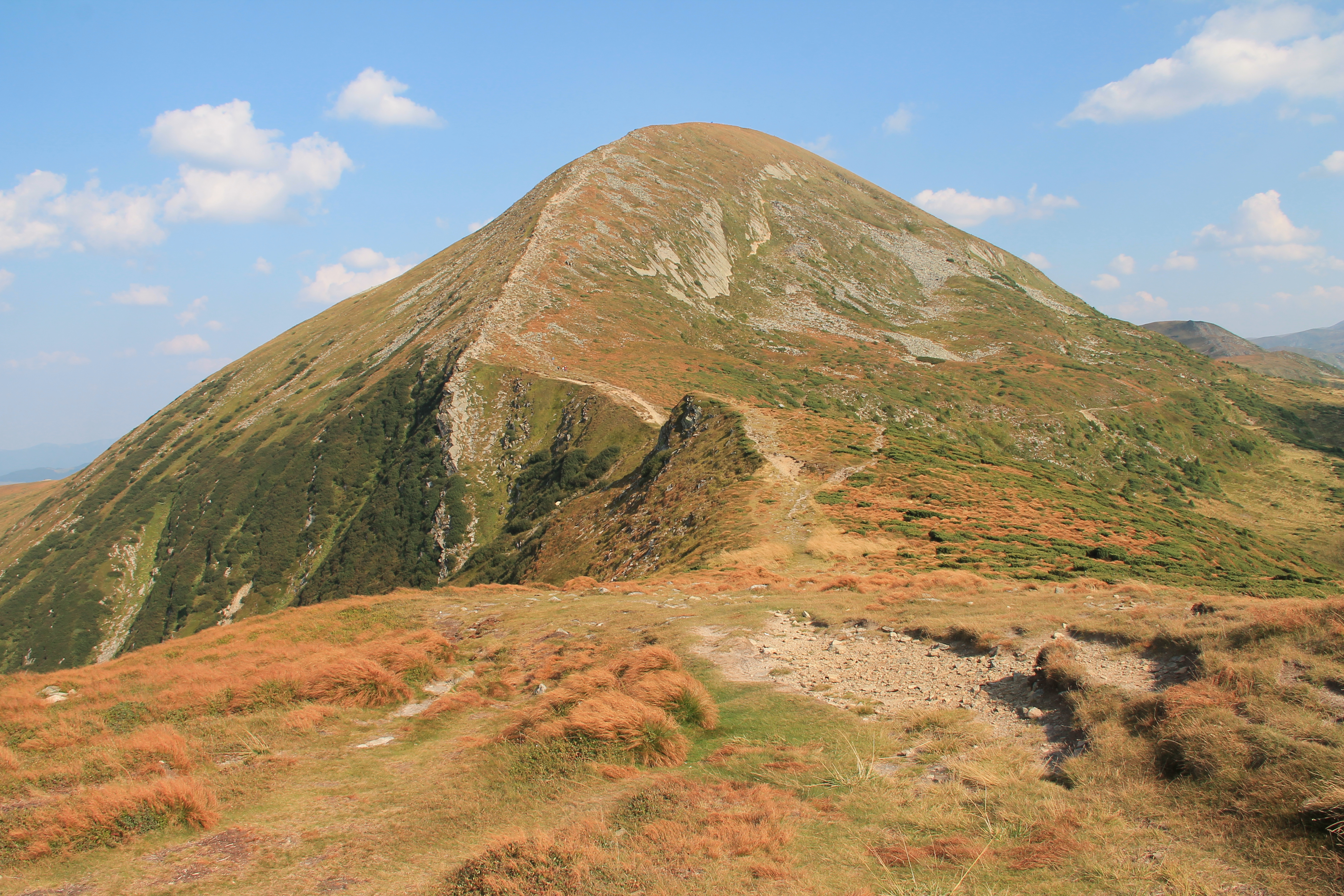
Говерла, 2015 рік
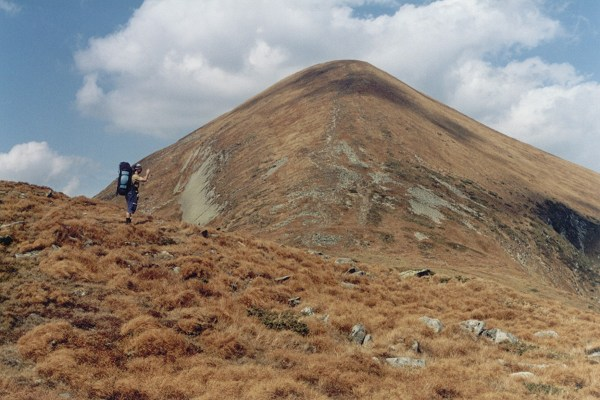
Говерла
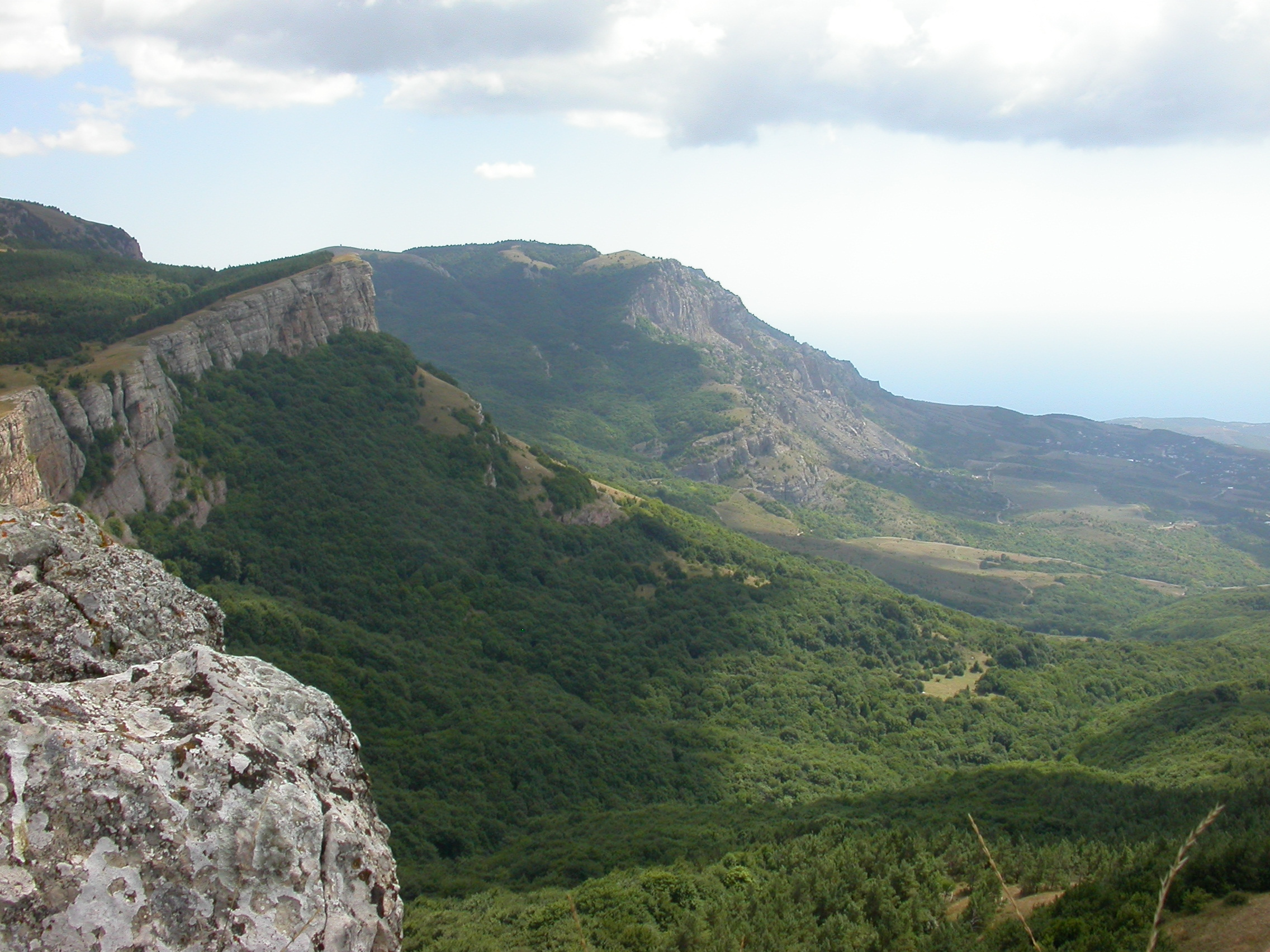
Кліф Кримських гір
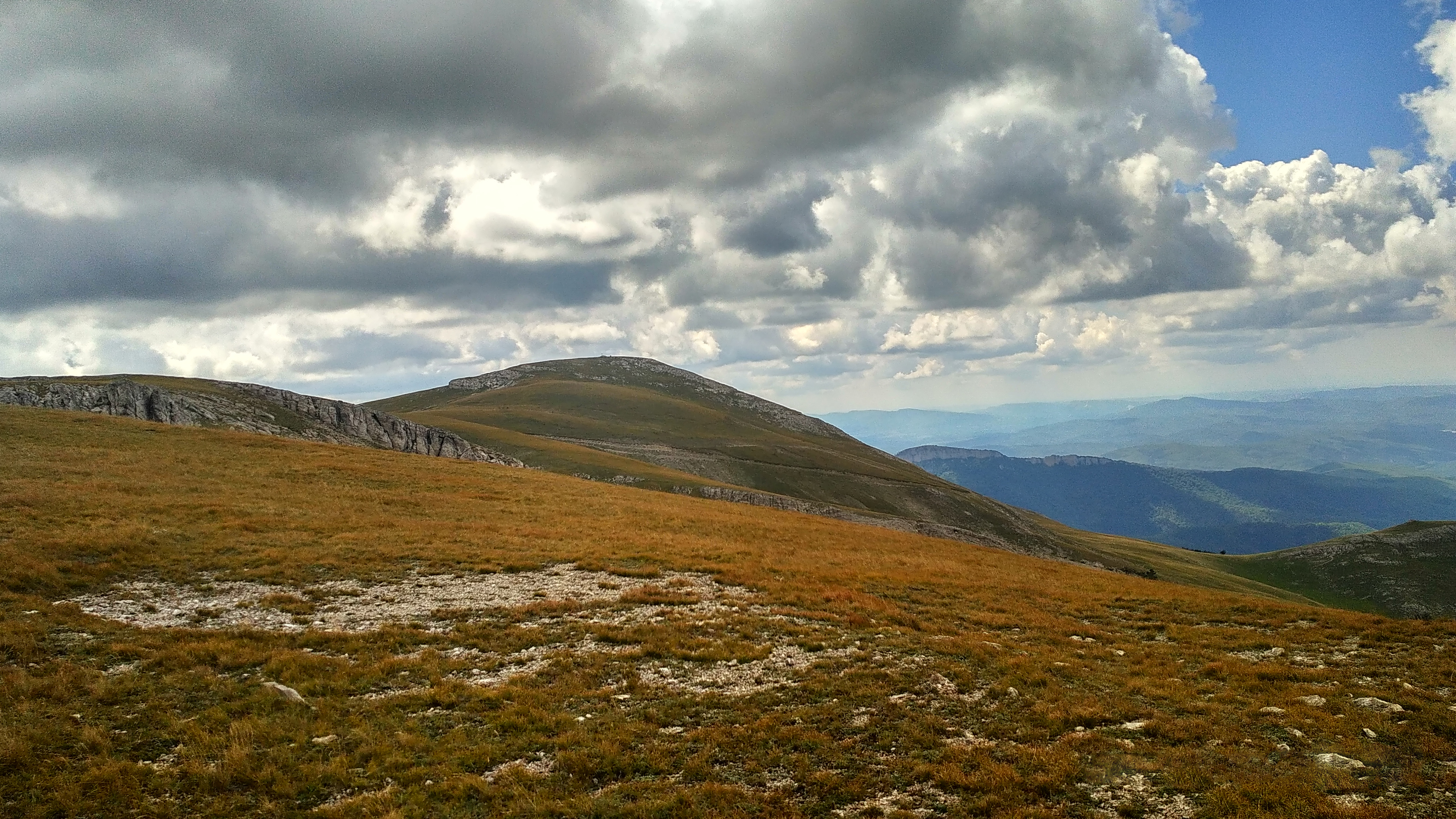
Роман-Кош
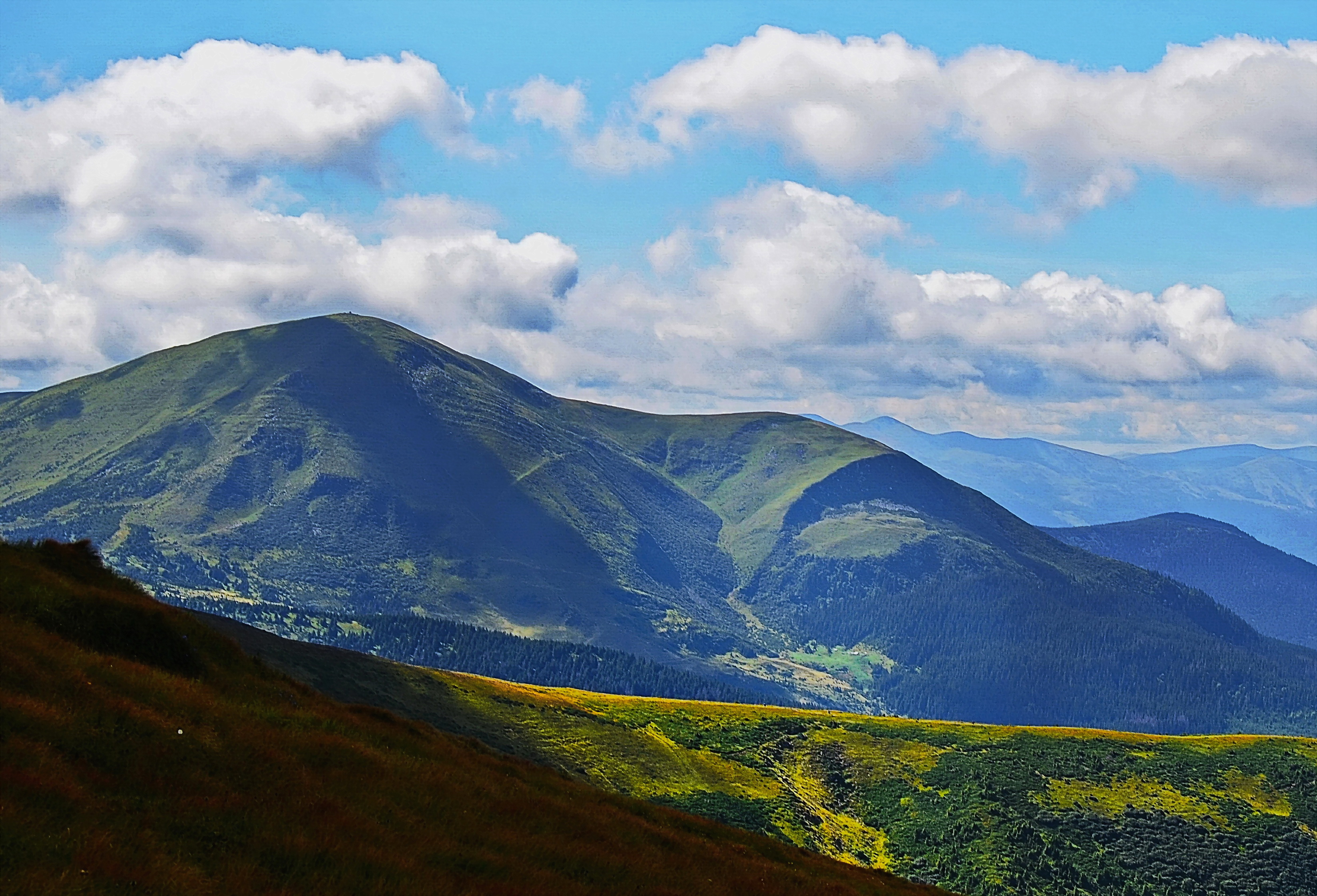
г. Петрос
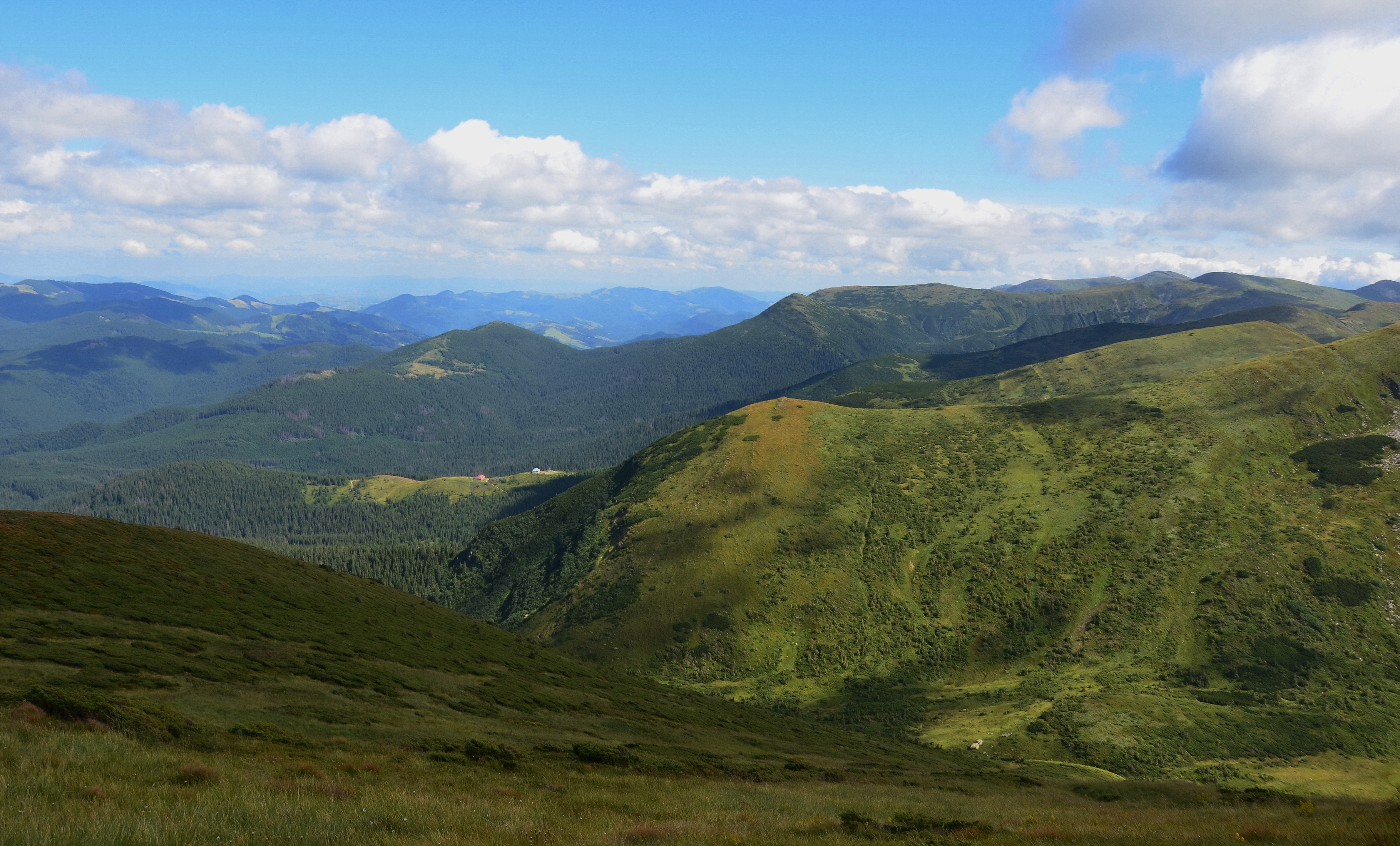
Бре́скул — одна з вершин масиву Чорногора
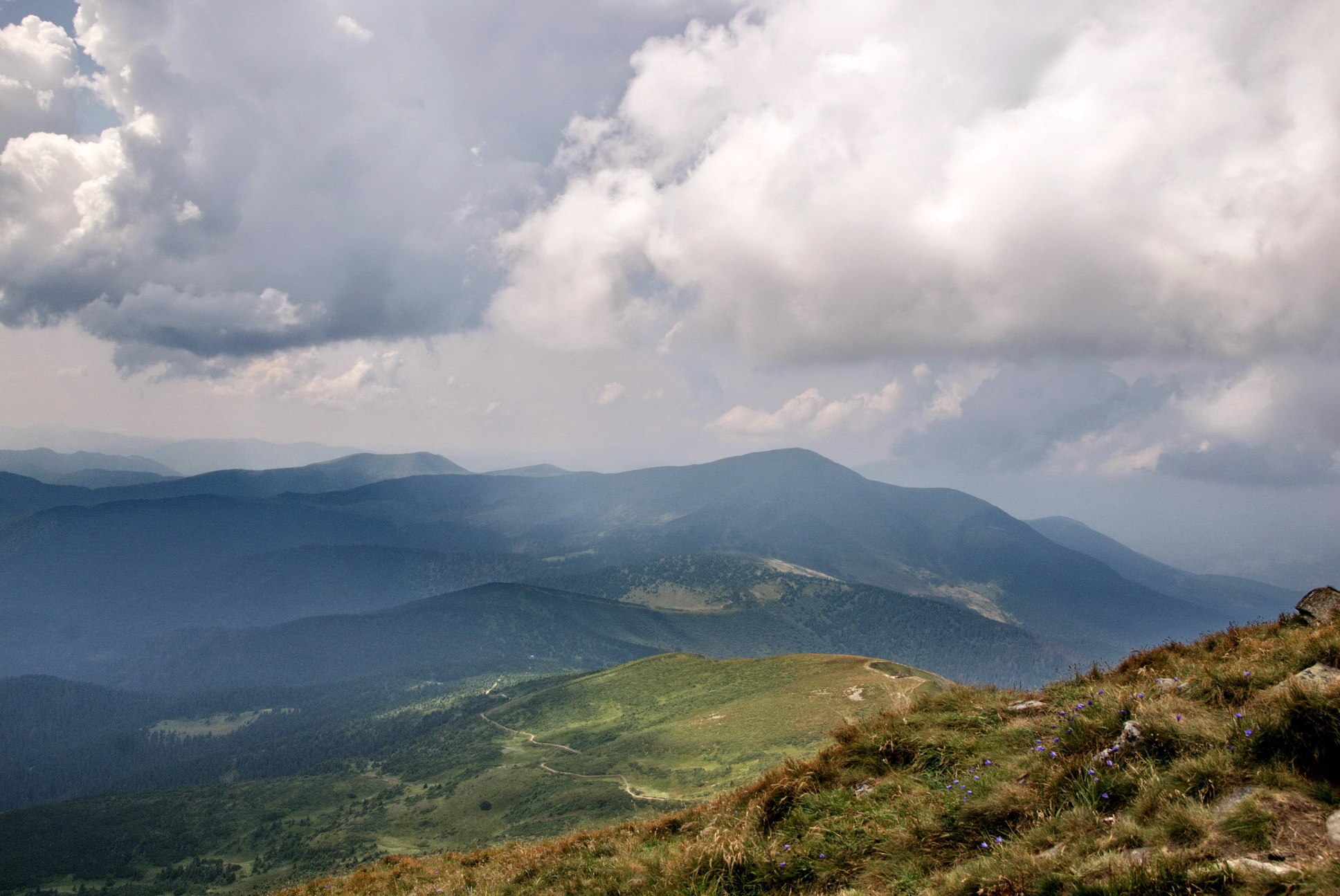
Вид на Петрос з Говерли
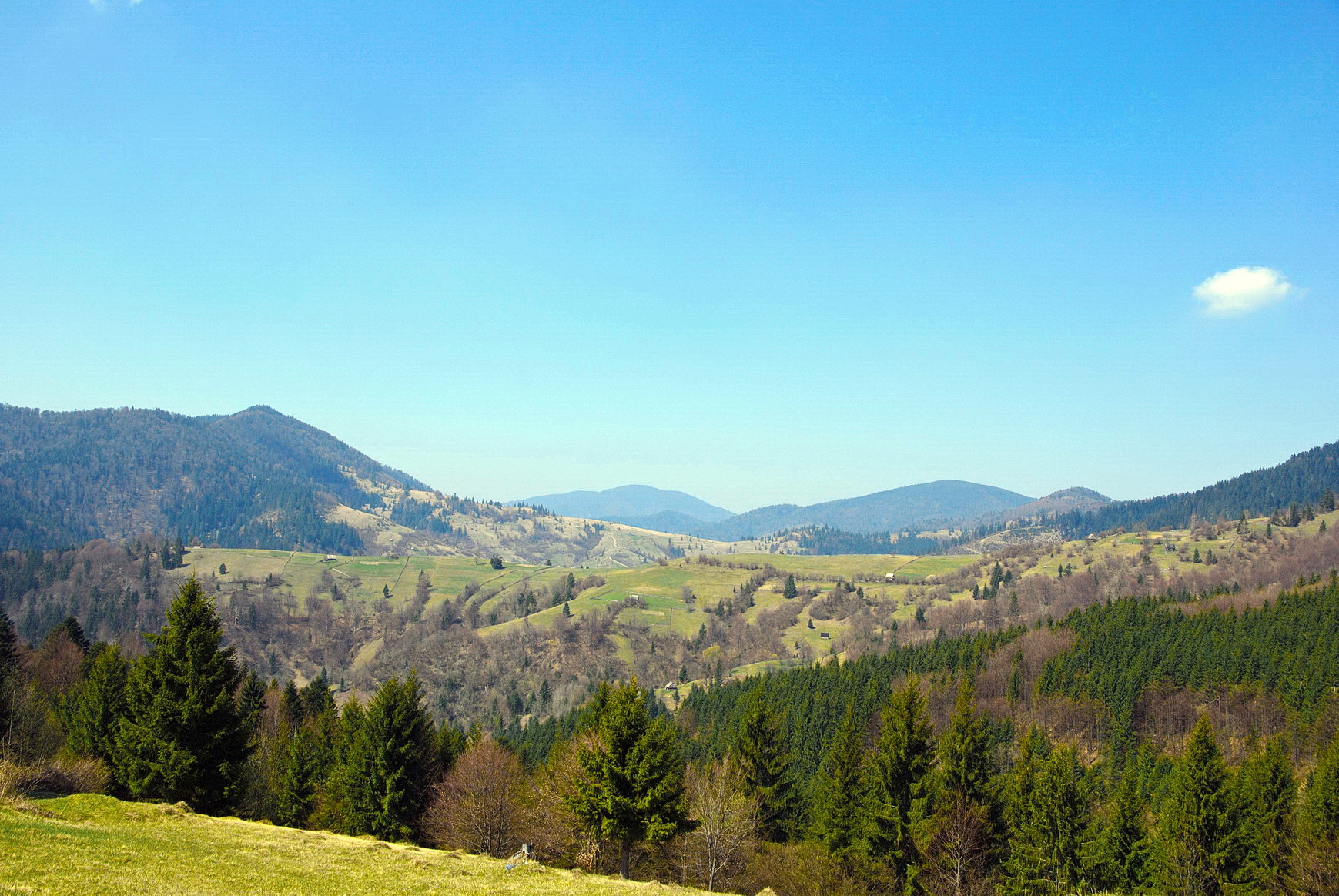
Карпатські перевали
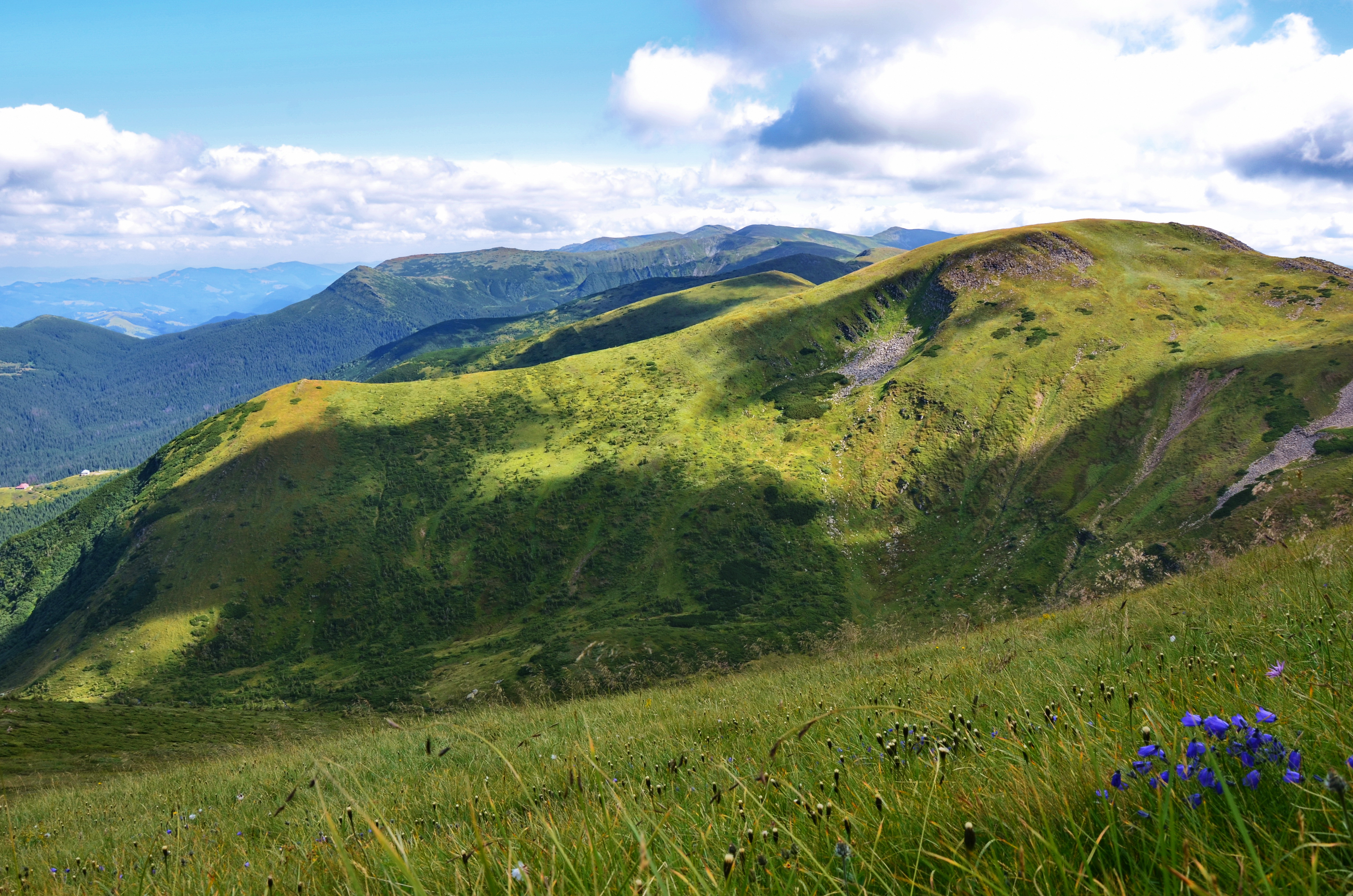
Краєвиди з Говерли

Гори України належать до найновішої альпійської фази орогенезу Землі. Через наявність родовищ мінеральних вод і м'якого морського клімату є важливими рекреаційними регіонами держави.

## Гори і людина
В антропогеографічному відношенні гори являють собою досить різноманітний і нерідко складний комплекс географічних умов. При аналізі цих умов антропогеографія на перший план висуває індивідуально-географічні умови того чи іншого гірського ландшафту, причому в їх зв'язку з умовами історичними, економічними та іншими. Наприклад, при виборі як шляхів сполучення тих чи інших перевалів історичні, економічні та стратегічні умови нерідко відігравали більшу роль, ніж умови природні. Але й середні гіпсометричні та кліматичні дані далеко не байдужі для антропогеографії, особливо середні висоти над рівнем моря, тому що від них залежить розподіл населення.

### Висота і населеність
Деякі з гір були заселені дуже давно. В Альпах ще до римських поселень були поселення лігурів, кельтів, ретів, іллірійців. Труднощі існування в горах призводять до низької щільності населення в них і до повільного зростання населення, а нерідко навіть його зменшення, особливо з тих пір, як стала поширюватися міграція з сіл у міста. Наприклад, високогірні альпійські департаменти Франції відрізняються найбільшим у країні зменшенням населення.
У Європі майже всі промислові райони займають низовини і невисокі горбисті країни. У Сполучених Штатах Америки найбільше населення живе нижче 300 метрів над рівнем моря, населення ж, що займається торгівлею і промисловістю, вирощуванням бавовни, рису і цукрової тростини, живе нижче 150 метрів. Лише поступово населення займає вищі висоти. Середня висота, на якій жило населення США в 1870 році становила 210 метрів, а в 1890 році — 240 метрів (середня висота території США — 750 метрів). Вище 900 метрів в 1870 році в США жило 0,4 млн чоловік, в 1880 році — 0,8 млн, в 1890 році — 1,5 млн, в 1900 році — 2,1 млн осіб. Зменшення щільності населення з висотою залежить не тільки від кліматичних умов, але також і від ускладненості комунікацій і відносин у гірських умовах.

### Гори та клімат
Зміна окремих кліматичних параметрів відповідно до висоти не завжди є негативною з точки зору господарських інтересів людини. Температура із висотою знижується, але кількість опадів до певної висоти зростає. Нагір'я в помірному кліматі мають холодний клімат, у жаркому — помірний, у сухому — вологий. Звідси — розвиток лугів на нагір'ях Середньої Азії, високогірних культур — у Центральній та Південній Америці. Позитивною стороною є різноманітність кліматичних умов, створювана різноманітністю орографії, тоді як одноманітна орографія супроводжується і одноманітним кліматом. У жаркому поясі (північний край Індії, тропічні області Америки) на височинах до 3-4 км один над одним лежать жаркий, помірний і холодний пояси.
Різноманітність кліматичних умов у горах посилюється впливом орографії на повітряні течії і на сонячне освітлення. Внаслідок посиленого випадання опадів на вітряній стороні зменшується їх кількість на підвітряній. Перегороджуючи шлях вітру, гори створюють особливі умови переливання повітряного потоку через їх гребені і скочування його по їх схилах (фен, бора, містраль тощо). Сприятливіше положення щодо сонця змушує всі села в альпійських долинах тіснитися на сонячній стороні, оскільки на тіньовий надто холодно. Кліматичний вплив гір є важливим ще в тому відношенні, що гори, які йдуть поперек напрямку переважних вітрів, є кліматичним бар'єром, що затримує опади на навітряній стороні і створює таким чином сухість підвітряних схилів гір і долин, котрі лежать на підвітряній стороні і, особливо, захищає їх від дії холодних вітрів. Так, Альпійська система утворює різку кліматичну межу між двома кліматичними провінціями: субтропічною Середземноморською та провінцією помірного клімату решти Європи.

### Зональність і межі заселення
Висотною кліматичною зональністю визначається рослинна зональність, а паралельно з нею — зональність господарська, а іноді й етнографічна.
У Центральній Азії зовсім по-різному використовуються зони рівнинних степів, гірських околиць і гірських висот: степи зайняті кочівниками; гірські околиці густо заселені — тут поряд з селами хліборобів є багато міст з ремісничим і торговим населенням; у самих же горах мало населення, воно веде примітивне землеробське і скотарське господарство. Хорошим прикладом вертикальної зональності елементів сільського господарства є Південний Кавказ. Той же поділ спостерігається і в країнах, де розташовані гори Атласу, але тут воно ускладнюється етнічною диференціацією: у пустелі живуть туареги, на околицях гір і в горах — бербери. В Альпах спостерігається поверхове розташування виноградарства, землеробства, скотарства. На горі Етні (38° пд. ш.) у висотному напрямку розрізняють культурну, лісову і пустельну зони. Культурна зона простягається до висоти 1 550 метрів (межа хлібних рослин), а якщо рахувати і їстівний каштан, що дає сурогат хліба, то до 1 850 метрів. Нижня частина культурної зони зайнята виноградниками, апельсиновими, лимонними і оливковими гаями, найвище з яких, до 800 метрів, піднімаються оливкові дерева. Потім йде зона садових дерев помірного клімату і хлібних рослин. Села закінчуються на Етні в оливковій зоні. Найбільш високо заходять будинки лісників (на висоту 1 400-1 500 метрів). В Альпах окремі села в Тиролі і Швейцарії піднімаються майже до 2 000 метрів, але здебільшого на такій висоті знаходяться лише хатини, що в літній сезон займають пастухи і сировари. Постійні ж села в середньому закінчуються на висоті 1 000-1 300 метрів.
Але якщо в помірному кліматі у вигляді загального правила спостерігається зі збільшенням висоти різке скорочення поселень, то в тропічних областях, де життя в низинах нерідко є вкрай шкідливим для здоров'я, спостерігається концентрація населення на більших висотах. Більша частина міст, у тому числі великих, знаходиться на висоті більше 2 000 метрів. У помірній смузі найбільш висотні поселення знаходяться на Кавказі, але й тут вони не заходять вище 2,5 кілометрів (селище Куруш у Дагестані); є міста на висоті понад 1,5 км (Шуші — 1 547 м, Ґюмрі — 1 548 м, Карс — 1 776 м). Удвічі більші висоти знаходимо в Тибеті, близько 30-ї паралелі: Лхаса на висоті 3 630 метрів, Гарток — близько 4,5 км. В Ефіопії межа розведення хліба і постійних поселень сягає висоти 3 900 метрів. Такої ж і ще більшої висоти досягають поселення в тропічній частині Південної Америки: Серро-де-Паско в Перу лежить на висоті 4 350 м, місто Потосі в Болівії — на висоті 3 960 метрів, а рудокопне містечко при ньому (срібні рудники) — на висоті 5 000 метрів над рівнем моря.

### Гірські схили та долини
Важливою обставиною, що полегшила заселення гірських областей, було те, що гори рідко круто здіймаються над рівниною. Завдяки вивітрюванню, розмиванню і згладжуванню текучими водами, крутизна схилів пом'якшується, виходить поступовий нахил або східчаста структура, долини заглиблюються і високо піднімаються в гори, утворюючи зручні шляхи для підйому знизу високо в гори. Тому гори рідко є абсолютно недоступними. Культури низин можуть по схилах і долинах проникати високо вгору і глибоко всередину гірської країни, і назад — гірські культури спускаються вниз. Тому на пологих схилах і в долинах гір рослинність відрізняється особливо великим розмаїттям. Невисокі схили, завдяки різноманітності своєї рослинності та гарному зрошенню, а також легкій доступності для відносин, завжди були улюбленим місцем проживання людини в гірських областях; на невеликих просторах тут створювалися умови для найрізноманітнішого поділу праці, завдяки комбінації відмінних природних умов зі зручностями відносин. У вузьких долинах населення надає перевагу схилам над підошвами долини також і через кліматичні умови: вони краще освітлені і краще провітрюються, тоді як на глибині вузької долини мало сонця, застоюються випари, довго стоїть густий туман.
Все ж життя людей у гірських країнах зосереджується переважно в долинах. Ними йдуть комунікації, вздовж них зосереджується найщільніша населеність. Завдяки осипам і наносам землі в них рівніші та родючіші; завдяки захищеності від вітру і нижчому рівню над рівнем моря — м'якіший клімат, ніж на гребенях гір; тут створюються більш полегшені умови для відносин і по головних долинах, і по їх розгалуженнях. Багатство долин і їх розташування відтак дуже важливі для освоєння гір.
У складчастих горах гірські системи прорізані довгими і здебільшого широкими поздовжніми долинами. Порівняна легкість відносин, родючість і широта багатьох з таких долин зробили їх історично важливими. Масивні гори прорізаються зазвичай не поздовжніми, а поперечними долинами, короткими, неширокими, замкненими. Такі долини здебільшого мають лише місцеве значення, з'єднуючи внутрішні частини масиву з його околицями.
Особливо важливе антропогеографічне значення мають розширені улоговини в долинах. Зазвичай, до цих улоговин підходять бічні долини, і, тоді як вся долина є шляхом відносин, її розширена частина стає їх вузлом. Частина таких улоговин є провальними (у провальних улоговинах лежать Флоренція, Відень, Майнц і Любляна). Але найчастіше улоговина буває розширеною частиною, утвореною загатою долини, розгалуженням долини на рукави, впаданням бічних річок. Зазвичай у розширених частинах долини і знаходяться поселення, інші частини долини служать тільки для пересування.
Але долини не на всій своїй протяжності є бездоганними шляхами. Широкі ділянки нерідко змінюються вузькими ущелинами; повені в горах роблять дороги на дні долини непрохідними. Просування по вузьких долинах було свого часу небезпечним і в сенсі грабіжницьких нальотів. В епоху ґрунтових доріг, поряд з долинними дорогами, існували тому й нагірні. Дороги ці супроводжувалися містечками, стіни і сторожові вежі яких позначають колишні траси нагірних доріг. У міру того як життя ставало спокійнішим, у долину з гірських уступів спускалися передмістя міст. Сюди переносився центр ваги міського життя, сюди ж спускалися і головні шляхи. Сліди такого переміщення вниз селищ і доріг можна досі спостерігати у Воґезах і у Шварцвальді. Більші селища виникали зазвичай на краю гір, там, де долини підходили до рівнин. Тут виникали розподільні пункти товарообміну. Тут же влаштовувалися укріплення жителями низин, що оберігали себе від вторгнення мешканців гір. Там, де виходи гірських долин перетиналися дорогами, що йшли по низині вздовж підошви гір, виникали досить великі торговельні міста (Тбілісі в Грузії, Мілан в Північній Італії, Мюнхен у Баварії, Ліма в Перу).

### Гори і сполучення
На подолання будь-якої нерівності потрібна витрата зайвої енергії, тому нерівності ускладнюють пересування. Особливо ускладнює його масове скупчення нерівностей — гори. Рух тому направляється головним чином по рівнинах, у горах йде по долинах, уникаючи крутизни. Але труднощі, створювані горами для руху, є відносними, а не абсолютними. Альпи не залишилися назавжди непрохідним бар'єром для поширення римлян на північ і захід від них. При заселенні будь-якої країни особливо важливим є розташування гір по відношенню до берега. Гірські хребти, що йдуть по східному і західному краях Північної та Південної Америки, дуже довго (особливо в Південній Америці) затримували освоєння внутрішніх просторів. Минуло понад півстоліття, доки англійські поселенці Австралії проникли зі східного узбережжя на інший бік порівняно невисокого хребта Австралійських Альп. Але берегові гори були серйозною перешкодою, особливо в пору ґрунтових доріг. При сучасному рівні техніки немає гірських хребтів, через які не можна було б прокласти рейкові шляхи. Більша чи менша ускладненість руху через гори залежить від того, чи є вони масивними, чи розчленованими. Перевага складчастих гір полягає в багатстві їх поздовжніми долинами, що дозволяють глибоко проникати всередину гірської країни. Але поряд з поздовжніми долинами повинні бути і западини в хребті, перевали, що б полегшували поперечний рух через хребет. Навіть при невеликій абсолютній висоті, гори створюють значні перешкоди для зносин, якщо в них немає таких западин. Такими є Юрські гори, Скандинавські, що не мають значних западин впродовж 15°, гори Аппалачі, що мають лише одну западину впродовж всього досить високого хребта.
Від багатства перевалами або проходами залежить доступність і прохідність гір. При бідності гір проходами наявні деякі проходи набувають світового значення, як наприклад Хайберський, що веде з Пакистану до Афганістану. Розподіл проходів дуже нерівномірний. У Воґезах немає жодного справжнього проходу на всій відстані між Больфором і Цабернським проходом. У Західних Альпах поблизу Коттських Альп, багатих проходами (ними широко користувалися вже стародавні римляни), лежать бідні проходами Грайські Альпи. На жвавості зносин відбивається висота і ширина проходу. В Альпах висота проходів зростає із заходу на схід. У Піренеях проходи вищі, ніж в Альпах. Менше використання піренейських проходів у порівнянні з альпійськими пояснюється, однак, не тільки їх більшою висотою, але й тим, що по обидва боки Альп лежать набагато кращі за своїми господарськими особливостями землі, ніж по обидва боки Піренейських гір. Держава або плем'я, яке тримало у своїх руках проходи, займало вигідне становище порівняно з сусідами, що користувалися цими проходами. Володіння найважливішими альпійськими проходами було свого часу важливою перевагою маленької Швейцарії. Апріді на південно-східному кордоні Афганістану в минулому завжди збирали мито за проїзд через Хайберський прохід.
Поряд з окремими проходами, є цілі прохідні гірські країни. Памірське нагір'я висотою до 4000 метрів, що лежать серед гір, що піднімаються до 7000-8000 метрів, здавна було прохідний країною. Абсолютно Памір створює великі труднощі для відносин, але відносно, порівняно з навколишніми горами, умови для пересування тут набагато легші. У цьому відношенні гірські прохідні країни нагадують гірські проходи, нерідко теж дуже важкі, але більш легкі для подолання, ніж скелясті гребені. Але від проходів прохідні гірські країни відрізняються своєю просторістю. Через них йдуть багато доріг, тоді як через проходи — тільки одна.

### Ізоляція в горах
Там, де гірське населення відрізане від зовнішнього світу через складне сполучення, воно довго залишається при своїх звичаях, навіть будучи нечисленним може зберегти свою власну мову. Свани, що живуть у верхів'ях Інгурі і Цхенісцхалі, утворюють самобутній в етнічному та лінгвістичному відношеннях народ, хоча нараховують лише близько 60 000 чоловік. Те ж стосується і тушинів, пшавів, хевсурів, а також осетинів, що займають найвищі долини навколо Казбека.
Пред'являючи підвищені фізіологічні вимоги до серця, м'язів і нервів, гори в той же час надають лише помірні джерела існування. Починаючи з давнини і до наших днів письменники протиставляють загартованих гірських жителів зніженим мешканцям прилеглих низин, особливо в тропічних областях (наприклад в Індії, де енергійні мешканці Гімалайських гір різко відрізняються від млявих мешканців жарких низин). Але лише в небагатьох випадках гірські жителі отримували гору над мешканцями рівнин. Це пояснюється тим, що, у зв'язку з орографічними особливостями гір, роздробленим є і життя їх населення. Одноманітність умов існування в тих дрібних умістищах, на які розбиті гірські країни, і ускладненість зносин не допускають розвитку зв'язків між окремими народами. Тільки вийшовши з вузьких рамок маленьких гірських западин на ширші простори, можна було знаходити умови, сприятливі для об'єднання і для широкого суспільного розподілу праці. Такі умови представляють плоскі нагір'я серед гір. Вони ніколи не бувають абсолютно плоскими. Вони не тільки оточені, а часто й прорізані гірськими хребтами. Завдяки зосередженню опадів на цих хребтах нагір'я отримують достатньо зрошення, мають річки та озера; всім цим було можливо скористатися для штучного зрошення. Такі нагірні області стали осередками ранньої культури. Зокрема, це стосується американських нагір'їв, що поєднується у дві великі групи: одна йде від Мексики до Юкатана, інша тягнеться по андійських нагір'ях від Колумбії до Болівії. На цих нагір'ях, а не в родючих низинах з їх тропічними лісами і не в степах Лаплатської низовини утворилися осередки ранньої культури в Америці. Такі ж осередки ранньої культури утворилися на нагір'ях Передньої Азії і на нагір'ях Ефіопії.

### Товарообмін та використання ресурсів гір
Чим вищі гори, тим бідніша їх рослинність. Земля перестає годувати, населення має шукати підсобні засоби існування в ремісничій і кустарної промисловості. Так розвинулися годинникове виробництво у Шварцвальді і Юрі, мереживна промисловість у Рудних Горах, ткацтво в Судетах і Кашмірі, вироблення скла в Богемському лісі і вироблення металевих виробів на Кавказі. Оскільки така робота ведеться на продаж, то ремісник повинен періодично залишати гори, щоб збувати в містах низин свої вироби. Але бідність жене з гір не тільки ремісників, а й землеробів і пастухів, і в цілому ці слабозаселені області часто є в той же час одним з найважливіших осередків еміграції.
Однобічність продуктів гірського господарства і брак цілого ряду продуктів, які виробляються в низинах, призводять до жвавого обміну між горами і прилеглими рівнинами. Жителі низин переганяють на літні пасовища в гори свої стада. Уже в стародавній Греції низини постачали гори вином, оливковою олією і сіллю, а натомість отримували ліс і продукти скотарства.
Різноманітність природних можливостей для різних видів сільського господарства разом з ускладненістю відносин призводить до комбінації різних видів сільського господарства на порівняно невеликих просторах. Дуже ймовірно, що первісною формою використання землі в горах є скотарство із сезонними пересуваннями стад. Римляни внесли в Альпи культуру винограду і штучне зрошення гірських лугів. Вторгнення слов'ян у VI столітті знову висунуло на перший план скотарство. У замкнутих долинах південних Альп поєднуються досі в межах однієї і тієї ж сільської громади, на відстані всього декількох годин ходьби, виноградарство і садівництво в нижніх частинах долини, землеробство в середніх і скотарство на альпійських луках з сезонними оселями на всіх трьох ступенях і сезонним пересуванням з одних жител в інші. При цьому на верхній ступінь пересувається худоба з невеликою частиною населення, на найнижчу — населення без худоби. У передгір'ях Альп, з їх долинами, що відкриваються в бік швейцарської рівнини і прорізаними зручними дорогами, завдяки можливості збуту продуктів молочного і м'ясного скотарства в міста і за кордон, все господарство спеціалізувалося на виробництві ходових товарів: сирого і згущеного молока, «дитячого борошна», шоколаду, сиру. Землеробство як менш вигідна галузь господарства, у міру поліпшення стосунків з рівниною, відходить на задні позиції або зовсім облишається. Таким чином, сільське господарство в горах, почавши з найпримітивніших форм, з кочового скотарства, на даний час перейшло в сприятливо розташованих ділянках гір до найінтенсивніших форм — молочного і м'ясного господарства. Абсолютно так само і промисловість, розпочавшись з примітивних форм розпорошеної домашньої та кустарної промисловості, яка працювала вручну, перейшла в даний час, знову-таки за умови сприятливого положення, до найбільш концентрованих форм електрифікованої фабричної промисловості, яка вбила кустарне виробництво.
Під час свого виникнення в горах промисловість базувалася на багатстві корисних копалин, на лісових багатствах (деревне вугілля йшло для металургії, дерево — на різні вироби), на багатстві гірських річок, силою яких приводилися в рух колеса майстерень, на шерсті овець, що перероблялася у вовняні тканини.
Одним з найстаріших видів промисловості в горах стало рудна справа (гірнича справа, гірнозаводська промисловість). Сіль і метали вже в доісторичні часи привертали рудокопів у дикі гірські долини Альп. Місця видобутку золота і срібла, заліза, міді та інших кольорових металів дуже змінилися в даний час, але на нових місцях розробка гірських багатств ведеться у величезних розмірах на сучасній технічній основі. Не менше змінилося і використання інших гірських багатств. Ліс йде тепер головним чином не на вугілля, а на виготовлення паперової маси та целюлози. Переробка місцевої вовни змінилася фабричним бавовняним виробництвом на привізній сировині. Водна енергія використовується в гідроелектростанціях.
До числа відносно нових видів господарської експлуатації гірського ландшафту, що пов'язують гори з рівниною, слід віднести гірський і гірськолижний туризм.

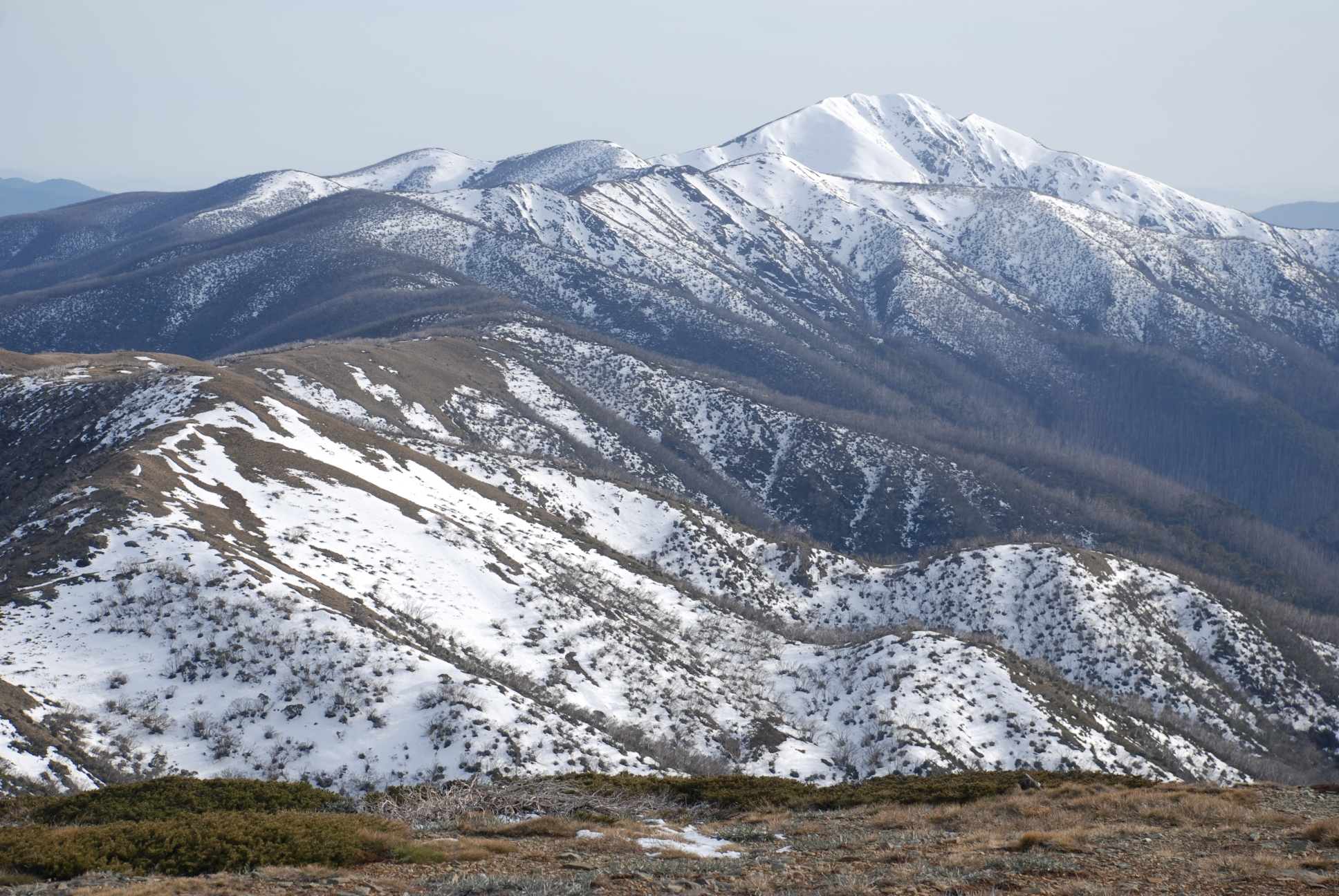
Фітертоп, Великий водороздільний хребет, Вікторія, Австралія
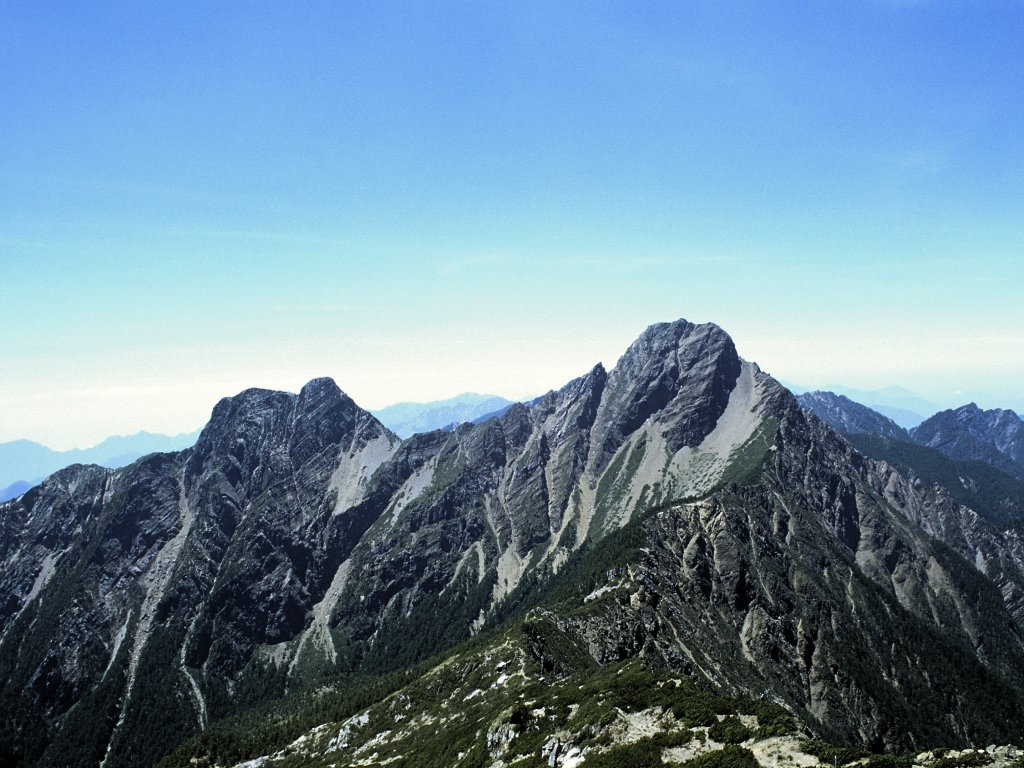
Юйшань, Тайвань
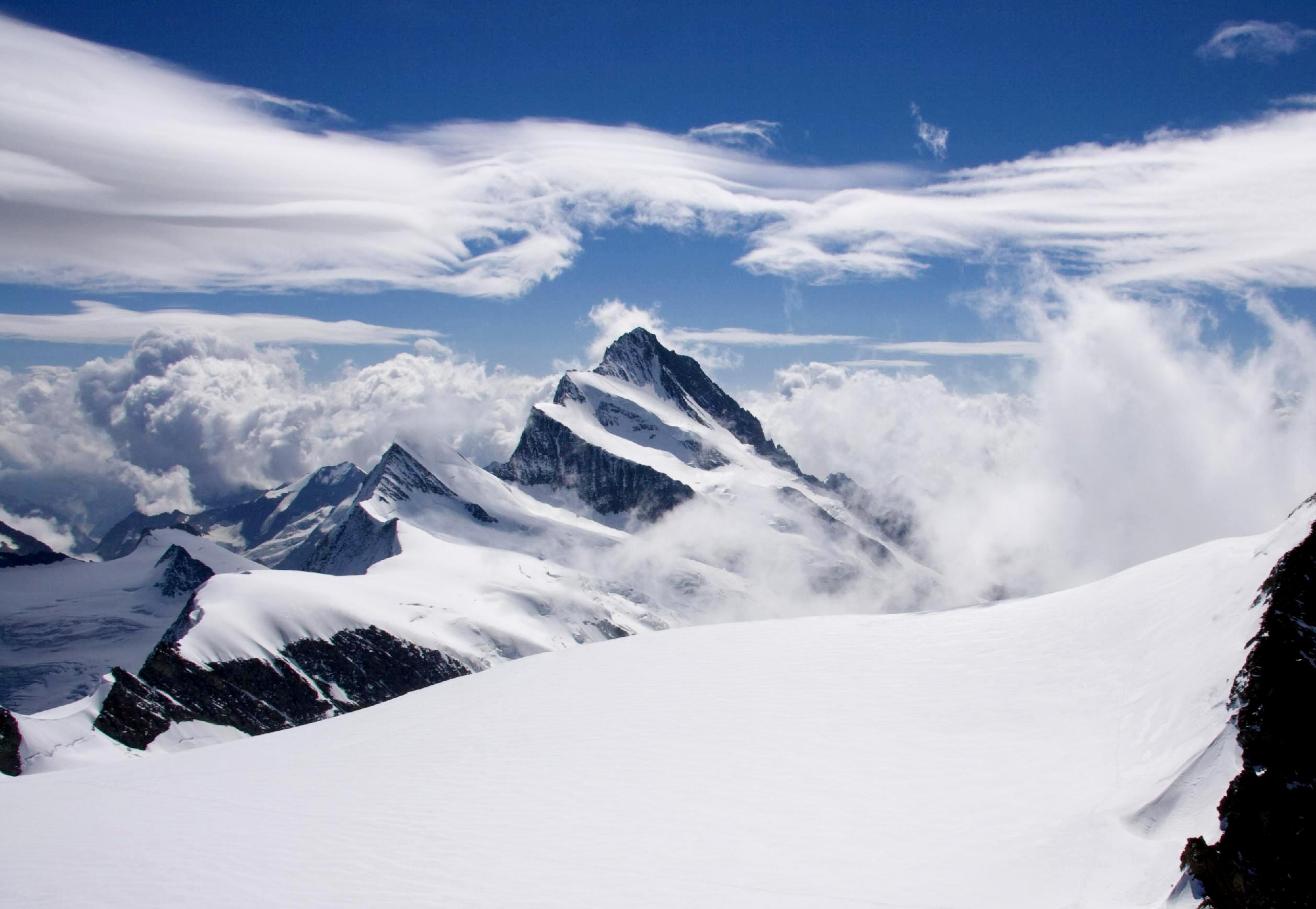
Фінстерааргорн, Бернські Альпи, Швейцарія
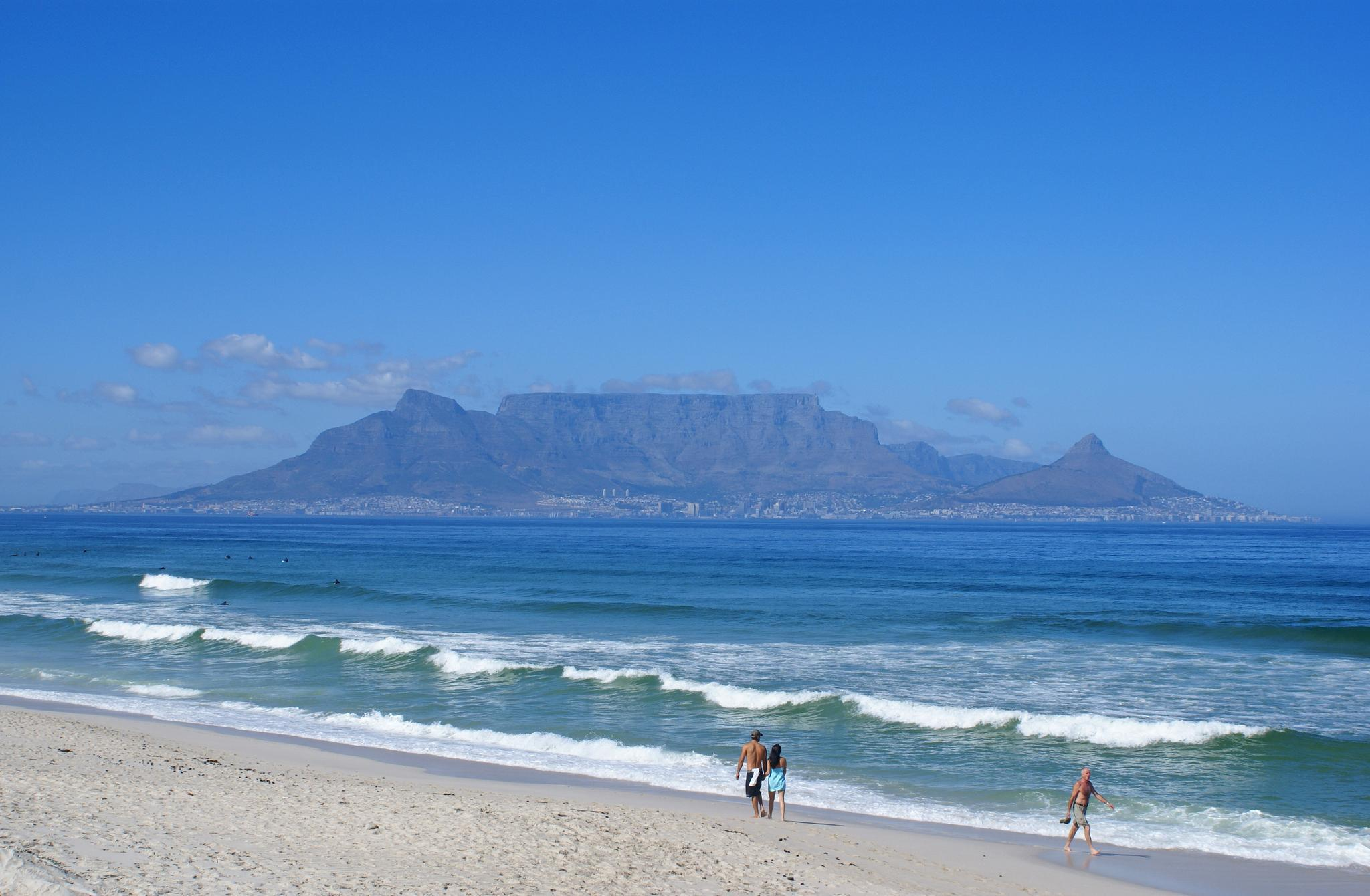
Столова гора, Кейптаун, ПАР
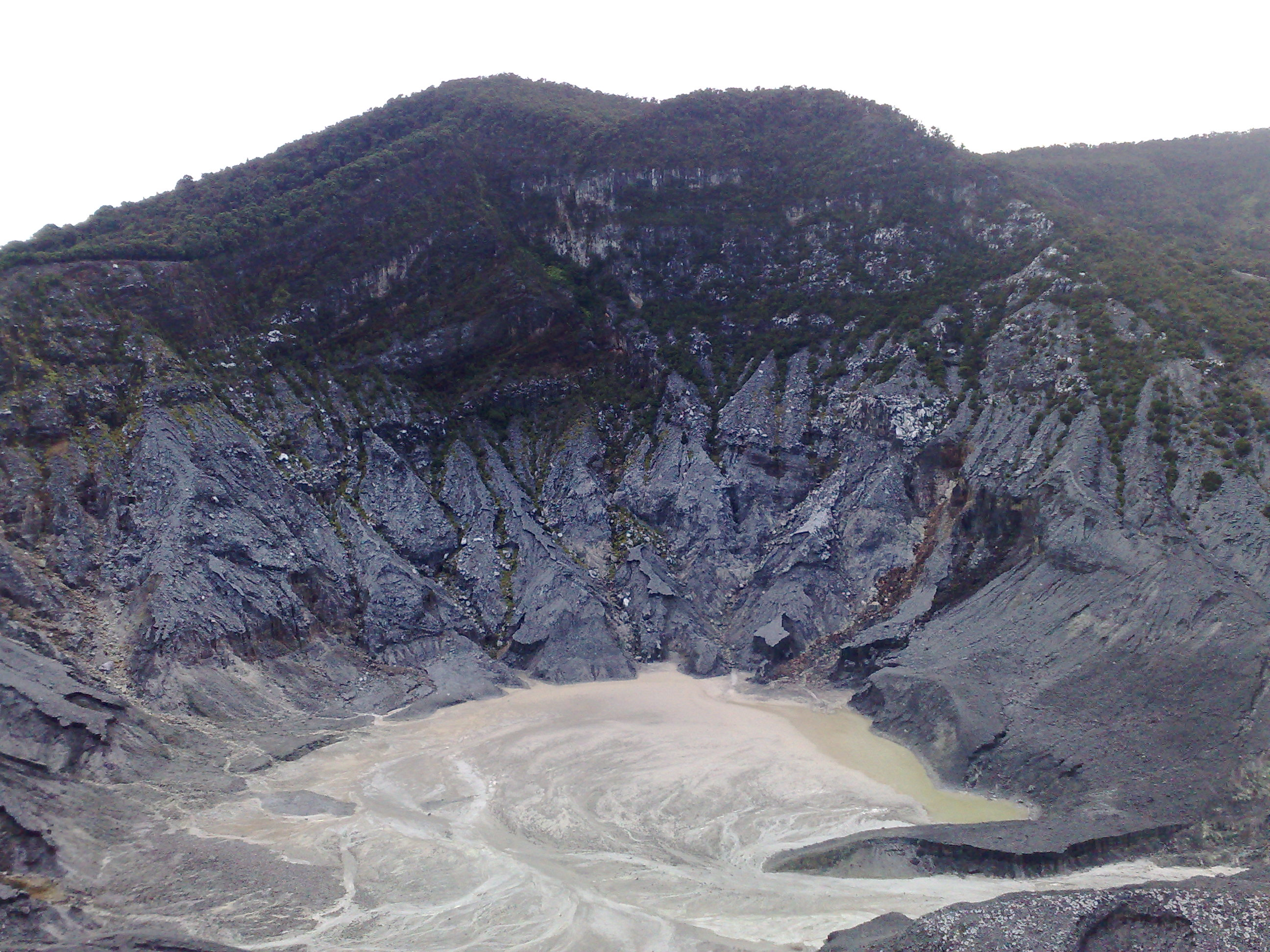
Тангкубан у Бандунгу, Західна Ява, Індонезія
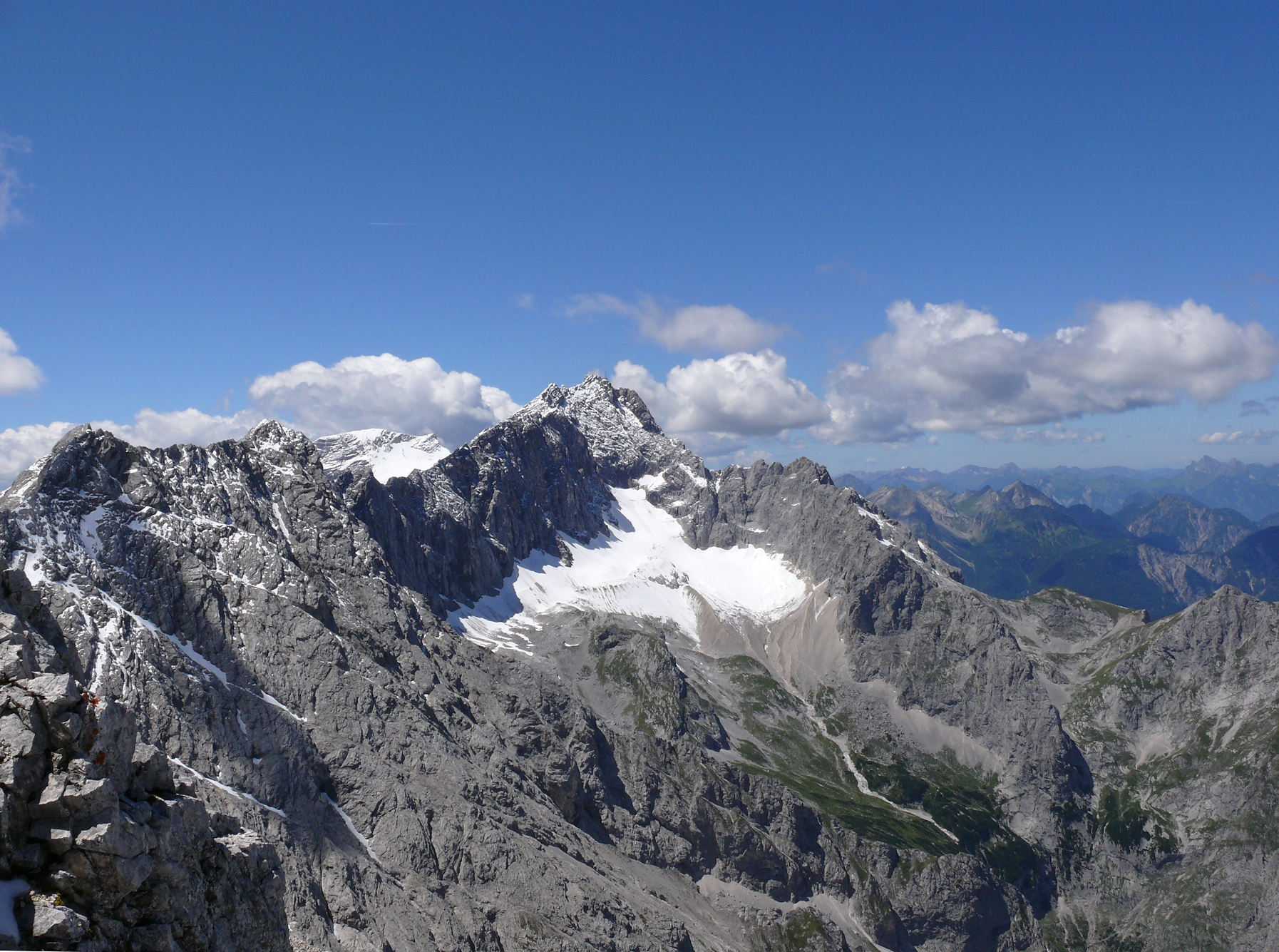
Цугшпітце, найвища гора Німеччини
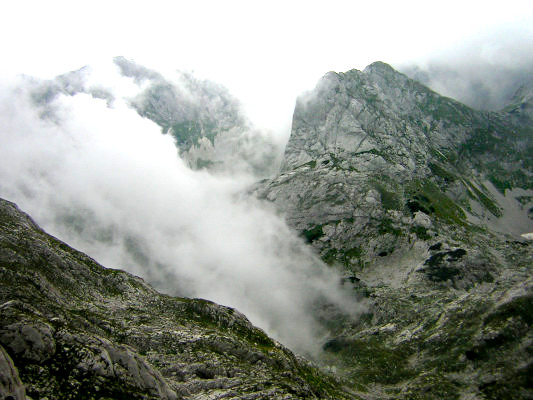
Дурмітор, найвища гора Чорногорії